# Doug Scott
Douglas Keith Scott (ur. 29 maja 1941, zm. 7 grudnia 2020) – brytyjski wspinacz, alpinista i himalaista odznaczony licznymi tytułami i nagrodami, działacz na rzecz społecznie i ekologicznie odpowiedzialnej himalaistyki i turystyki wysokogórskiej, także autor i fotograf. Uważany jest za jednego z najwybitniejszych wspinaczy w historii światowego alpinizmu.
Wspinanie zaczął uprawiać na piaskowcach w Peak District, by wkrótce wejść do światowej czołówki alpinistów, z osiągnięciami najwyższej klasy na wszystkich siedmiu kontynentach – od Alaski po Nową Zelandię, od Patagonii po Skandynawię, Himalaje, dolinę Yosemite, Pamir, Hebrydy, Antarktykę i Kenię. Był w pierwszym brytyjskim dwuosobowym zespole, który w sierpniu 1975 wszedł na szczyt Mount Everestu. Uprawiając himalaizm w kilkuosobowych wyprawach, bez wsparcia dodatkowym tlenem i bez zakładania łańcucha obozów pośrednich, był jednym z prekursorów lekkiego stylu alpejskiego we wchodzeniu na góry najwyższe. Poprowadził wiele pierwszych przejść ścian w górach najwyższych, przyczyniając się do rozwoju himalajskiej wspinaczki wielkościanowej. Przy organizacji i prowadzeniu wypraw uważał kwestie ochrony środowiska i uszanowania potrzeb lokalnych mieszkańców za priorytetowe. Utworzona przez niego organizacja Community Action Nepal, dla której zbierał fundusze i którą wspierał przychodami z własnej pracy jako prelegent, skupiona jest na organizowaniu bezpośredniej pomocy dla mieszkańców wiosek himalajskich, m.in. przez rozbudowę infrastruktury. Jego działalność społeczno-ekologiczną uhonorowano licznymi nagrodami. Był założycielem Nottingham Climbers Club i członkiem kilku ogólnobrytyjskich i międzynarodowych organizacji alpinistycznych, takich jak British Mountaineering Council, Alpine Club, UIAA, pełniąc w nich przewodnicze funkcje. Jako autor książek i artykułów główną uwagę poświęcał relacjonowaniu własnej aktywności sportowej, uwzględniając jednak jej szerszy kontekst historyczny, społeczny i środowiskowy.

## Dzieciństwo i młodość (1941-1961)

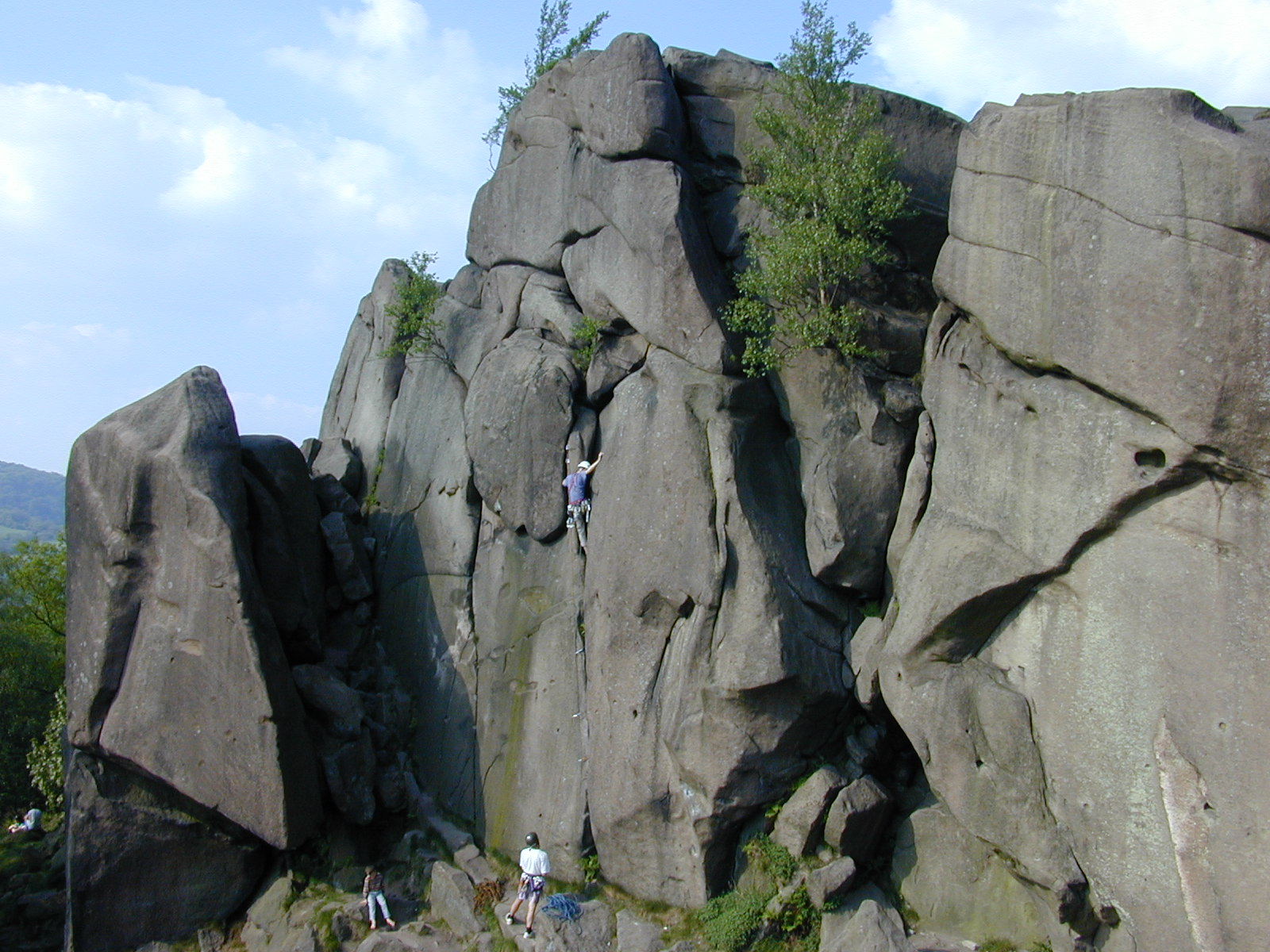
Black Rocks w hrabstwie Derbyshire

Urodził się 29 maja 1941 w Nottingham jako najstarszy z trzech synów Edith Joyce i George’a Douglasa Scotta, których rodziny od pokoleń mieszkały w Nottingham. Ojciec był policjantem i bokserem amatorem, który, obok innych sportowych osiągnięć, w 1945 w ramach Amateur Boxing Association of England został mistrzem wagi ciężkiej. Rodzina Scottów, do której należeli też jego młodsi bracia Brian (ur. 1944) i Garry (ur. 1952), mieszkała na obrzeżu Nottingham i często spędzała czas na łonie natury, szczególnie w Peak District. Doug Scott uczęszczał do szkół w Nottingham, ponadpodstawowymi były najpierw Cottesmore Secondary Modern, a od 1957 Mundella Grammar, w której dopiero osiągał lepsze wyniki w nauce, a także sportowe na poziomie regionalnym. W 1956 był jednym z założycieli, a w latach 1958–1958 kapitanem Nottingham Moderns RFC (Rugby Football Club). Wspinaniem zainteresował się w wieku lat ok. 13 podczas wędrówek ze skautami, m.in. w okolicy Black Rocks koło Cromford (Derbyshire). Od połowy lat 50. spędzał weekendy i wakacje też w płn. Walii i w Lake District, dzieląc zapał do gry w rugby i do chodzenia po górach z coraz większym entuzjazmem dla wspinaczki skałkowej i górskiej. Z inicjatywy dyrektora szkoły, od 1956 brał udział w szkoleniach wspinaczkowych i terenowych w ośrodku edukacji outdoorowej White Hall w Nottingham, a wkrótce potem w kursach przygotowanych przez Mountaineering Association. W kwietniu 1957, po samotnej górskiej wędrówce w rejonie Ben Nevis (1344 m) postanowił, jak sam przyznał w swojej biografii, poświęcić się alpinizmowi. Podczas wyjazdu na wyspę Arran, zorganizowanego w sierpniu 1957 przez instruktorów z White Hall, poprowadził pierwsze drogi wielowyciągowe, także z lotną asekuracją. Wiosną 1958 na kursie w jednym z ośrodków organizacji Outward Bound w Lake District rozszerzył umiejętności m.in. w ratownictwie górskim, pierwszej pomocy, biwakowaniu i pogłębił wiedzę w zakresie historii naturalnej, w tym geologii. W lipcu 1958 po raz pierwszy pojechał w Alpy, wędrował i wspinał się w Alpach Berneńskich i Masywie Mt. Blanc. W następnych sezonach letnich pracował dorywczo w Alpach jako przewodnik górski w ramach kursów oferowanych przez Mountaineering Association. By zarobić na pobyt w Alpach, dorabiał też jako robotnik w fabryce, roznosiciel przesyłek pocztowych i pomocnik na farmie rolniczej. Lato 1959 spędził nie tylko wspinając się w Alpach Julijskich i Masywie Mt. Blanc, ale i podróżując od Dalmacji po Wiedeń, od Wenecji po Innsbruck i Paryż. Po dwuletnich studiach w Loughborough Teachers’ Training College, od 1961 pracował przez dziesięć lat jako nauczyciel geografii, historii i wychowania fizycznego w swojej dawnej szkole średniej Cottesmore Secondary Modern w dzielnicy Nottingham Lenton. Obok zajęć w szkole oferował swoim uczniom wycieczki po okolicznych terenach, a także do Szkocji, Walii i Irlandii. Pasję górską dzielił z szerokim kręgiem lokalnych wspinaczy angielskich, aspirujących ku takim współczesnym im sławom jak Don Whillans, Joe Brown, Tom Patey i Chris Bonington. W 1961 był jednym z ośmiu założycieli Nottingham Climbers’ Club (NCC), klubu wspinaczkowego o raczej nieformalnej strukturze opartej na towarzysko-przyjacielskich relacjach.

## Kariera alpinistyczna

### Pierwsze wyprawy i wspinaczki zimowe (1962-1969)

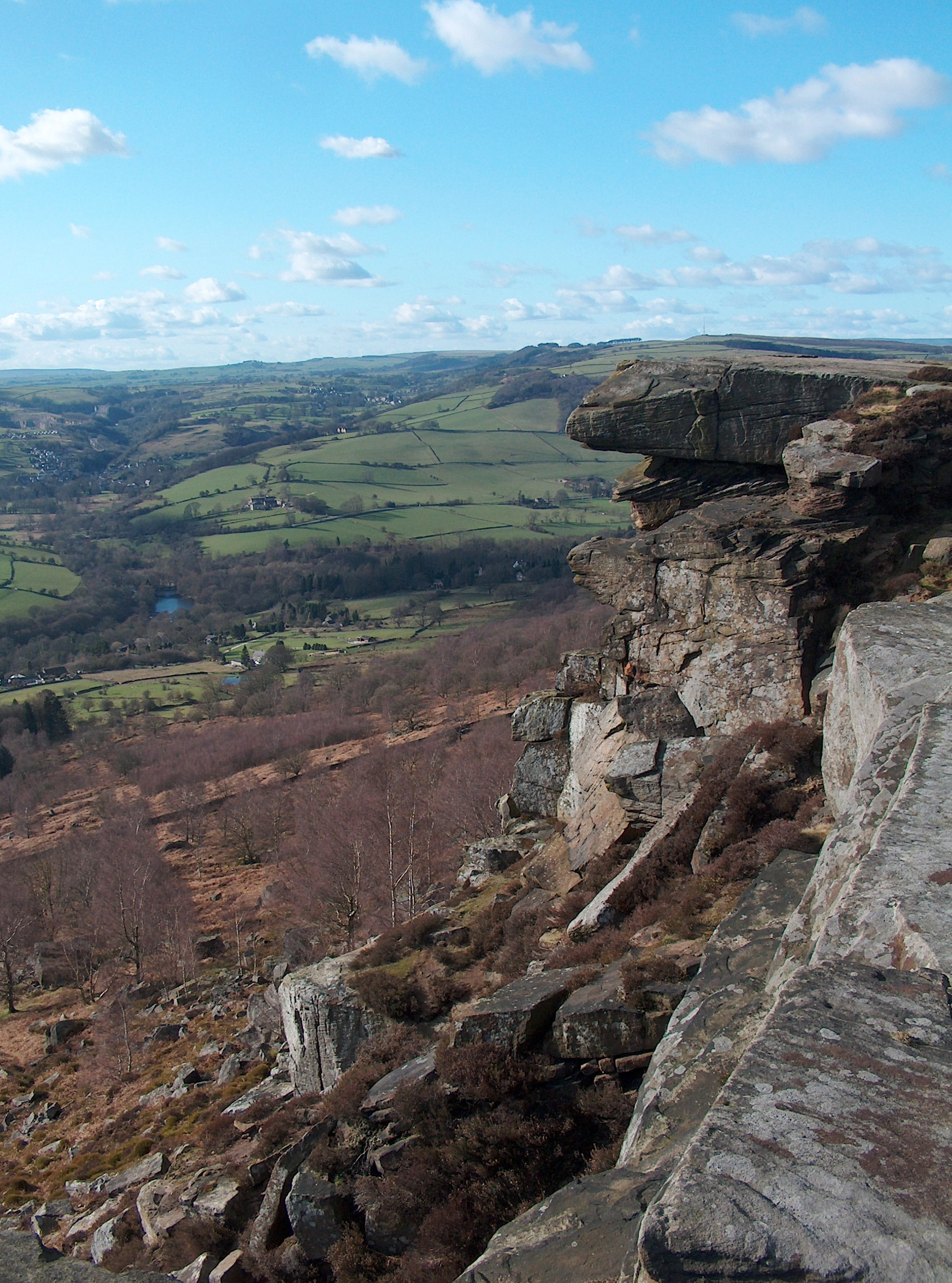
Skałka Curbar Edge nad doliną rzeki Derwent

W latach 60., w okresie szybkiego rozwoju techniki podciągowej, robił coraz trudniejsze drogi skałkowe i hakowe na walijskiej wyspie Anglesey i szkockich Hebrydach, także na piaskowcowych skałach (gritstone) w Peak District. Uległ też pasji prowadzenia nowych dróg na skałach wapiennych w dolinie rzeki Derwent (koło Matlock), tak po latach mówiąc o jej następstwach: „To zwykła ciekawość, by zobaczyć to, na co nikt jeszcze nie patrzył, powiodła mnie dalej na skalne ściany w różnych częściach świata i na najwyższe szczyty w Himalajach”. Podsumowaniem działalności w Derwent Valley było opublikowanie przed NCC w 1965 książki Climbs on Derwent Valley Limestone. Obok wyznaczania i prowadzenia dróg hakowych (z największym upodobaniem, jak przyznał, do wybitnych przewieszek), ten okres przyniósł zimowe wspinaczki w Szkocji. Drogi przechodzone zimą w Cairngorm, mające pod względem trudności jakość dróg alpejskich, umocniły jego pozycję: „[Wspinaczki w] Cairngorm na dobre związały reputację Scotta z wybitnymi drogami wspinaczkowymi, nadzwyczajną kondycją fizyczną, ochotą do życia według niekonwencjonalnych zasad i zdolnością do przeżycia w ekstremalnych warunkach”.

Krajobraz Tibesti w Czadzie

Do wspinaczek alpejskich (a tych zrobił Dough Scott w drugiej połowie lat 60. bardzo wiele) należało kilka zrobionych w zimie grandes courses (środowiskowe określenie klasycznych wielkich, 600 m +, dróg w Alpach) m.in. na Grand Capucin, Petit Dru, Aiguille de Blaitière, oraz przejścia w Dolomitach. Kilkuosobowe, klubowe wyjazdy jesienią 1962 w andaluzyjską Sierra Nevada i w marokański Atlas Wysoki, a w 1963 w Góry Kantabryjskie były bardziej przygodą i podróżą przed odległe regiony niż przedsięwzięciem wyłącznie sportowym. Bardziej wspinaczkowy i eksploracyjny (głównie kartowanie) był natomiast wyjazd wiosną 1965 w góry Tibesti w płn. Czadzie – wyprawa zorganizowana z zamiarem uwieńczenia egzotycznej podróży przez pięć afrykańskich krajów pierwszym wejściem na Tarso Tieroko (2910 m). Doug Scott z partnerem, obok kilku innych pierwszych wejść w tamtym rejonie, weszli na Tieroko jako drugi zespół tej ekspedycji, ale nową drogą. Późnym latem 1966 kierował wyjazdem grupy młodzieży (w tym swoich uczniów ze szkoły Cottesmore) do Kurdystanu, w rejon na granicy turecko-irackiej, połączonym ze skromnymi wspinaczkami w rejonie Cilo Dağı. Przeprowadzona w okresie od maja do lipca 1967 wyprawa klubowa NCC w afgański Hindukusz dostarczyła pierwszych doświadczeń we wspinaczce wysokościowej. Jednym z nich było pierwsze przejście płd. ściany Kuh-e Bandaka (6812 m) przez trzyosobowy zespół Scotta w sposób, który okazał się „jednym z pierwszych udanych szczytowych wejść wysokogórskich w stylu alpejskim”. Wspominając tamten okres, podkreślał wartość pierwszych wypraw jako wielostronnego doświadczenia podróży w skrajnych często warunkach klimatycznych i terenowych po krajach o odmiennej kulturze i systemach wartości. Każdą z tych wypraw (Atlas w 1962, Tibesti in 1965, Kurdystan w 1966 i Hindukusz w 1967) opisał w osobnych Expedition Reports – starannie opracowanych i ilustrowanych własnymi fotografiami relacjach, które obok opisu przebiegu samej ekspedycji przedstawiały rejon działania, a przede wszystkim żyjącą tam ludność. Moorehead w biografii Douga Scotta (2023) podkreśla głębokie zainteresowanie Douga Scotta zagadnieniami antropogeografii.

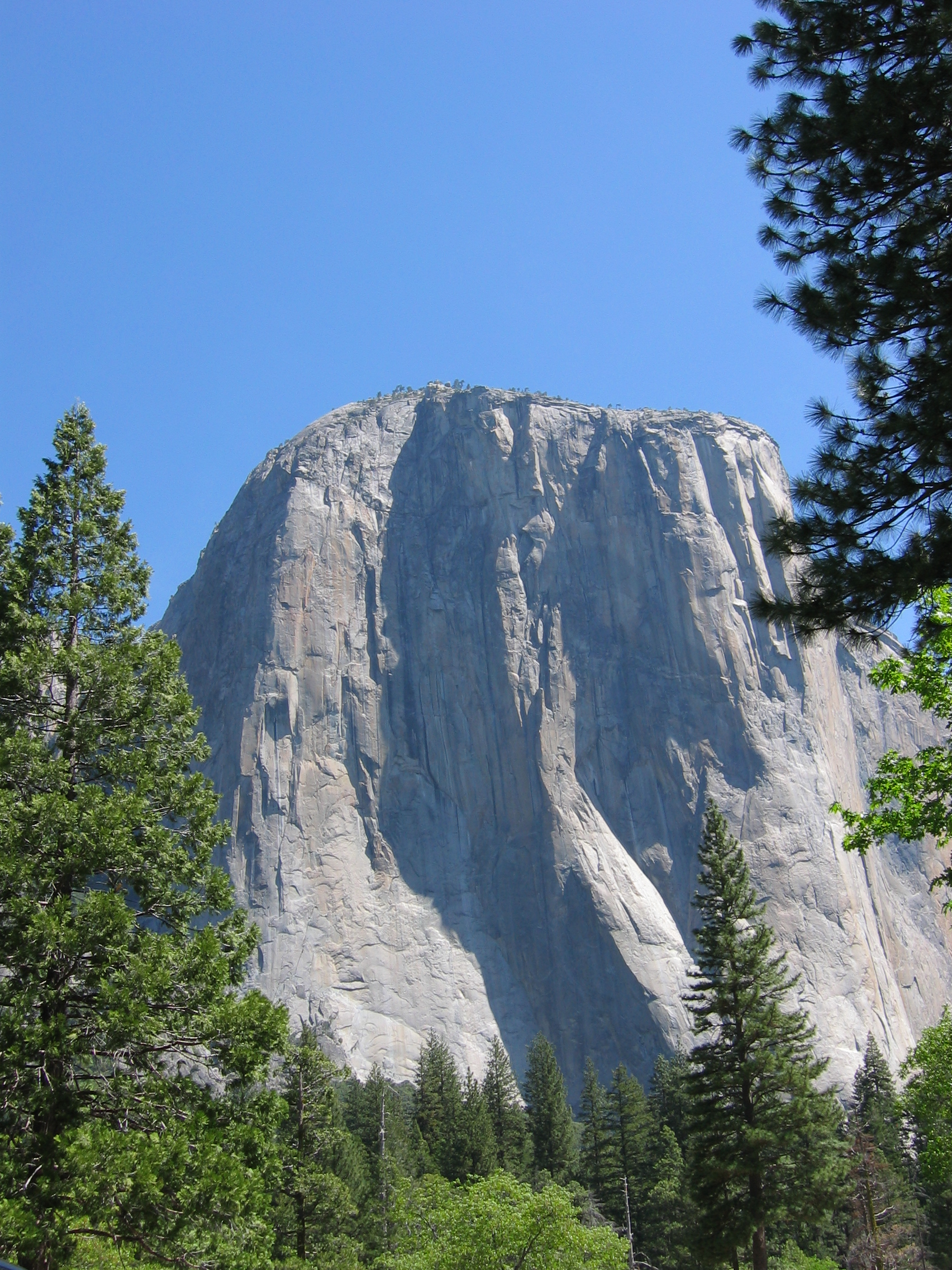
El Capitan w dolinie Yosemite

### Okres wielkich ścian i wielkich wypraw (1969-1973)

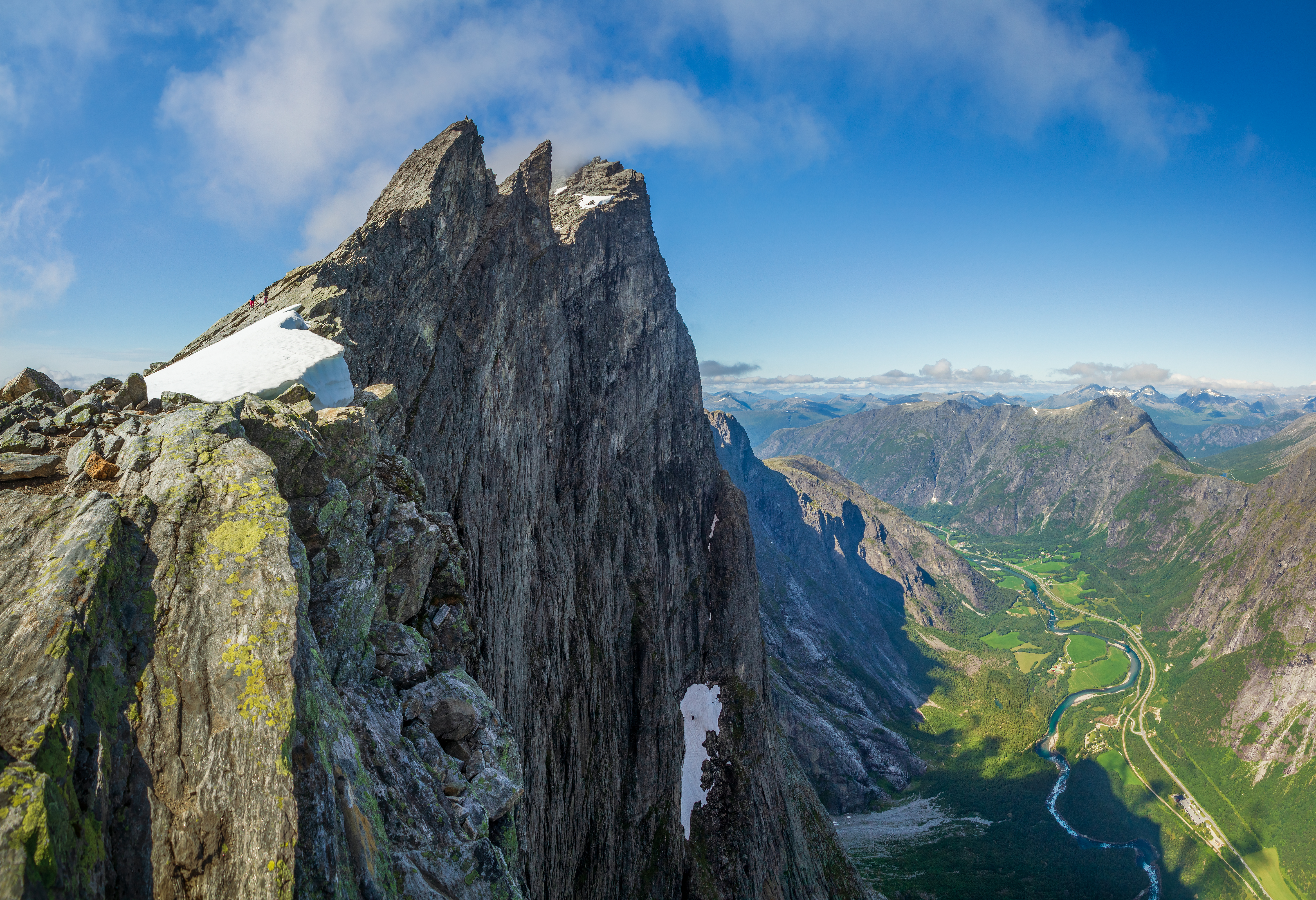
Ściana Trolli nad doliną Romsdalen

Jako kolejne wyzwanie Doug Scott przyjął pod koniec lat 60. przechodzenie wielowyciągowych dróg na wielkich, ponad 1000-metrowych, ścianach skalnych w trzech, odmiennych warunkach górskich: w dolinie Romsdalen w Norwegii, w dolinie Yosemite w Kalifornii i na Wyspie Baffina przy kręgu polarnym. Wprowadzeniem do rozwinięcia umiejętności wielkościanowych były przejścia w 1969, m.in. nowa droga The Scoop na klifie wyspy Harris w Hebrydach Zewnętrznych (jedna z jego najtrudniejszych dróg hakowych) i pierwsze brytyjskie przejście direty na płn. ścianie Cima Ovest w Dolomitach. Wiosnę 1969 spędził w Yosemitach, gdzie z różnymi partnerami zrobił kilka tamtejszych klasycznych dróg, tam też poznał Petera Habelera. Razem udali się pod jeden z największych granitowych monolitów na świecie – El Capitan, by jako pierwszy zespół nieamerykański dokonać przejścia Salathé Wall, jednej z wówczas najtrudniejszych wspinaczek skalnych na świecie. Potrzebowali na to 4 dni i pełnych 38 wyciągów, co było w owym czasie podziwu godnym osiągnięciem. W sierpniu 1970 z kolegami z klubu wspinaczkowego w Nottingham zrobił kilka wybitnych dróg (m.in. Drogę Rimmona) i pierwszych przejść na Ścianie Trolli w dolinie Romsdalen. Dwukrotnie, w 1971 i 1972, udał się na Wyspę Baffina, by zdobyte dotychczas doświadczenia w big wall climbing poddać próbie w ekstremalnych warunkach polarnych. W 1971, nie uzyskawszy urlopu na wyjazd na Wyspę Baffina, złożył wymówienie z pracy i wyjechał tam w lipcu z 10-osobową grupą wspinaczy; wyjazd przyniósł kilka pierwszych przejść. W czerwcu 1972 zrobił w 4-osobowym zespole nową drogę na wsch. stronie Mount Asgard (2012 m): 1400 m i 45 wyciągów w ciągu 35 godzin ciągłej wspinaczki w ciągu polarnego dnia. Wspinaczkę tę, odbytą w terenie odległym o ponad 100 km od najbliższych osad ludzkich i w czasie, gdy nie przebywali w pobliżu inni wspinacze, zaliczył później do przejść wielkościanowych, które sprawiły mu największą satysfakcję, i tak podsumował to doświadczenie: „Wspinanie to wzięcie odpowiedzialności za swoje życie, więc przechodzenie dróg w tak odosobnionych miejscach, jak na Wyspie Baffina, ma dodatkowy wymiar, nieobecny w gęściej zamieszkałych obszarach, jak Alpy czy dolina Yosemite”.

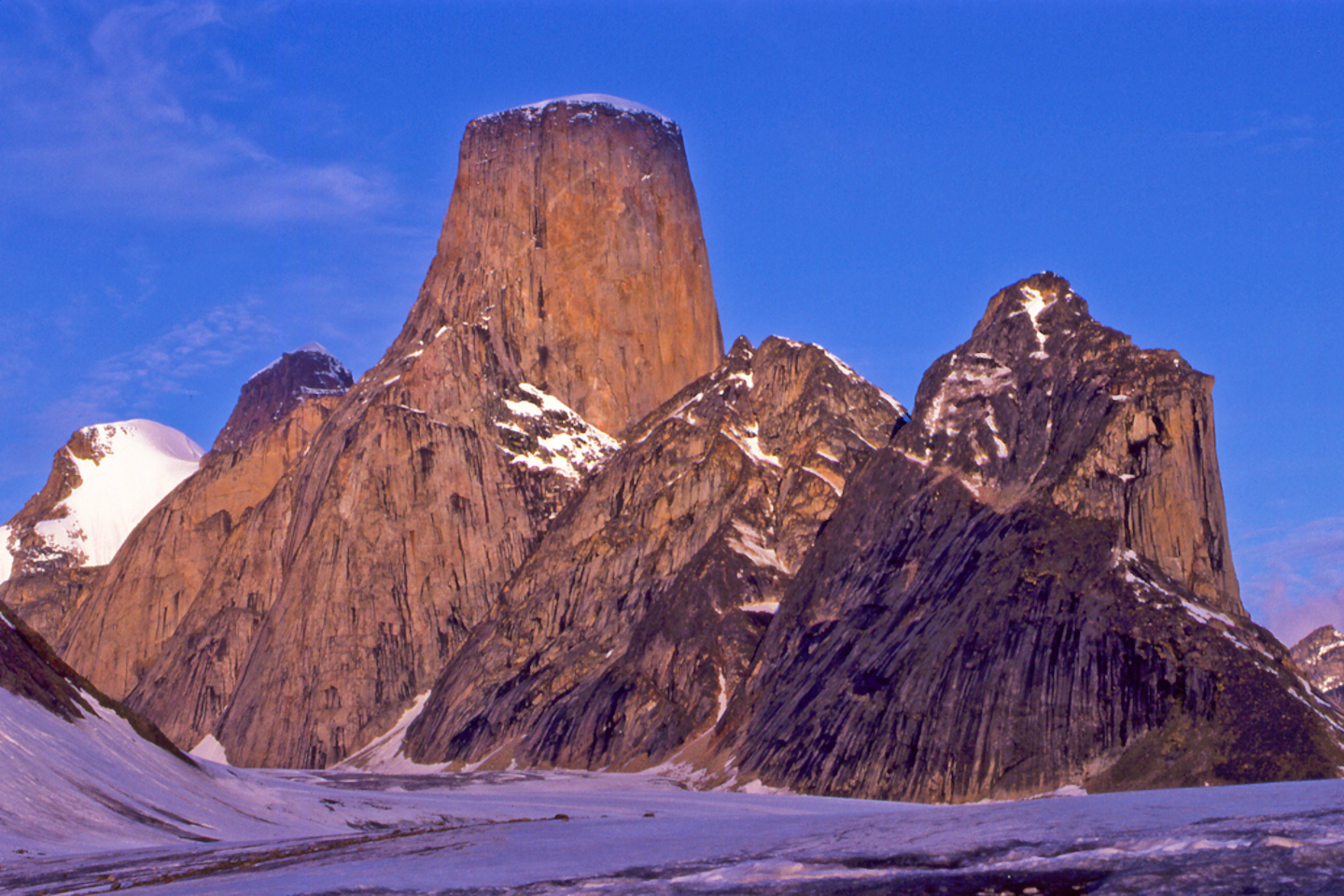
Mt Asgard na Wyspie Baffina

Trzykrotnie uczestniczył w ekspedycjach, których celem było osiągnięcie wierzchołka Mount Everestu (8848 m) przez ścianę płd.-zach. Austriacko-niemiecka wyprawa pod kierownictwem Karla Herrligkoffera w sezonie przedmonsunowym 1972 – od początku trapiona przez międzyosobowe niesnaski o podłożu narodowościowym i błędy organizacyjne – przyjęła taktykę oblężniczą, przez co tempo zdobywania wysokości było tak powolne, że musiano odstąpić od kontynuowania akcji górskiej. Mimo porażki ocenił swój udział w wyprawie Herrligkoffera jako kolejny punkt zwrotny swojej kariery górskiej ze względu na zdobyte na niej doświadczenia: nabrał pewności co do możliwości adaptacyjnych własnego organizmu do wysokości i zimna oraz co do ochoty na mierzenie się z wyzwaniami wspinaczki w najwyższych górach. Kolejna wyprawa, zorganizowana i kierowana przez Chrisa Boningtona, odbyła się w porze pomonsumowej w 1972, ale i podczas niej zabrakło czasu na skuteczną akcję górską. Wiosną 1973 pojechał do Kalifornii i w zespole z Rickiem White‘em przeszedł w cztery dni drogę The Nose na El Capitanie, przy czym co najmniej 60% zrobili w stylu klasycznym. W kilka tygodni później z grupą przyjaciół z NCC wyjechał ponownie na Wyspę Baffina, by w rejonie Cumberland Peninsula wejść na kilkanaście bezimiennych szczytów. Podsumowaniem doświadczeń Douga Scotta we wspinaczce wielkościanowej, zebranych głównie na początku lat 70., była wydana w 1974 książka jego autorstwa Big Wall Climbing, kilkakrotnie wznawiana. Miał za sobą wybitne osiągnięcia na wielkościanowych standardach w Yosemitach, na ich europejskich odpowiednikach w Romsdalen i spektakularne przejścia na Wyspie Baffina. Kolejnym etapem miała być wspinaczka wielkościanowa w górach najwyższych.

### Mniejsze wyprawy i sukces na Evereście (1974-1978)
W porze przedmonsunowej 1974 indyjsko-brytyjska wyprawa, w której składzie byli m.in. Martin Boysen, Chris Bonington i Dougal Haston, dokonała pierwszego wejścia drogą na płd. ścianie na Changabang (6864 m), wybitnie trudny, granitowy szczyt w Himalajach Garhwalu. Stronę organizacyjną wyprawy przejęli wspinacze z armii indyjskiej, a jej kierownikiem był Balwant Sandhu, dla którego umiejętności kierowniczych i wspinaczkowych Doug Scott wyrażał ogromne uznanie. W lipcu i sierpniu tego roku Scott był w składzie 12-osobowej ekipy brytyjskiej biorącej udział w międzynarodowym obozie alpinistycznym w Pamirze. Zespół, w którym był, wytyczył nową drogę granią na płn.-wsch. ścianie Piku Lenina. O samym pobycie w Pamirze powiedział, że pozostawił uczucie niesmaku. Nisko oceniał wspinaczkową atrakcyjność regionu i negatywnie wyrażał się o odgórnej organizacji aktywności wspinaczkowej, prowadzonej w tonie – obcego mu – nacjonalistycznego współzawodnictwa i pozasportowych przywilejów.

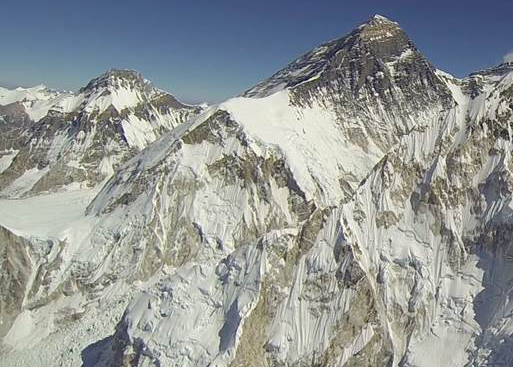
Mt. Everest, ściana płd.-zach. i grań zach. schodząca na Lho La

Od połowy marca do połowy kwietnia 1975 jeździł z prelekcjami po USA, w międzyczasie i po drodze wspinając się m.in. w paśmie Front Range w płd. Górach Skalistych (Kolorado), we wsch. części Sierra Nevada (Kalifornia) i w Yosemitach, gdzie w rejonie Ribbon Falls poprowadził swoją technicznie bodaj najtrudniejszą drogę skalną Little Wing. W czerwcu 1975 w paruosobowym wyjeździe w Karakorum, w rejon lodowca Biafo, przeprowadzono rekonesans południowej, skalnej ściany niezdobytego dotąd szczytu Baintha Brakk (7285 m). Jego angielskojęzyczną nazwę Ogre – potwór, ludożerca – miały potwierdzić dwa lata później wydarzenia najtrudniejszej wyprawy Douga Scotta, która niemal zakończyła się tragicznie (omówienie poniżej). W sierpniu wyruszył na swoją trzecią wyprawę na Mount Everest, ponownie zorganizowaną i kierowaną przez Chrisa Boningtona. W sensie wspinaczkowym ekspedycja zakończyła się sukcesem: Doug Scott i Dougal Haston osiągnęli szczyt przez ścianę płd.-zach. wariantem wyznaczonym przez Scotta, przy czym newralgiczny odcinek, skalną barierę, przeszli zakładając poręczówki Nick Estcourt i Paul Braithwaite poprzedniego dnia. Scott i Haston, wspinając się ze wsparciem tlenowym, byli pierwszymi Brytyjczykami na szczycie Everestu. Noc po wejściu na szczyt spędzili w pobliżu płd. wierzchołka na wysokości ok. 8748 m bez tlenu i sprzętu biwakowego, ale i bez odmrożeń. Z jednej strony nabrał pełnego zaufania do własnego potencjału jako himalaisty, lecz jednocześnie narastała w nim niechęć do wielkich, sponsorowanych wypraw oblężniczych z ich tonami wyposażenia, sprzętem tlenowym, linami poręczowymi i łańcuchem obozów pośrednich. Istotę wspinaczki wysokogórskiej tak opisał, nawiązując do wcześniejszych wielkich wypraw w stylu oblężniczym: „We wspinaniu chodzi o zmierzenie się z nieznanym i aż do końca nie powinno być wiadomo, co z tego wyniknie. […] Dopiero kiedy przestaje się korzystać z lin poręczowych, zaczyna się prawdziwe wspinanie”.
Na przełomie kwietnia i maja 1976 w zespole z Dougalem Hastonem zrobił pierwsze przejście płd. ściany Denali w Alasce. Po siedmiu dniach nie tylko trudnej wspinaczki, ale i konieczności przeczekiwania huraganów i zamieci, podjęli w drodze zejściowej akcję ratunkową dwóch wspinaczy z poważnymi odmrożeniami, unieruchomionych pod szczytem. W tym samym roku dokonał jeszcze kilku dalszych pierwszych przejść: wczesnym latem, w dwuosobowym zespole, płd.-zach. filar Mount Overlord na Wyspie Baffina i nową drogę na Diamond Face na wsch. flance Long’s Peak w Górach Skalistych (Kolorado), oraz pod koniec lata nową drogę skalną na pn.-wsch. ścianie Nelionu (5188 m), niższego wierzchołka Mount Kenya, i lodową przez Diamond Couloir na płd. ścianie Mount Kenya, wychodzącą na przełęcz między najwyższym wierzchołkiem (Batian, 5199 m) a Nelionem. Podjętą w tym samym zespole z Paulem Braithwaite‘em próbę nowej drogi na Breach Wall, Kilimandżaro (5895 m), udaremniły po trzech wyciągach niebezpieczne warunki: miękki lód i sypiące się ciągle z wyższych partii kamienie.

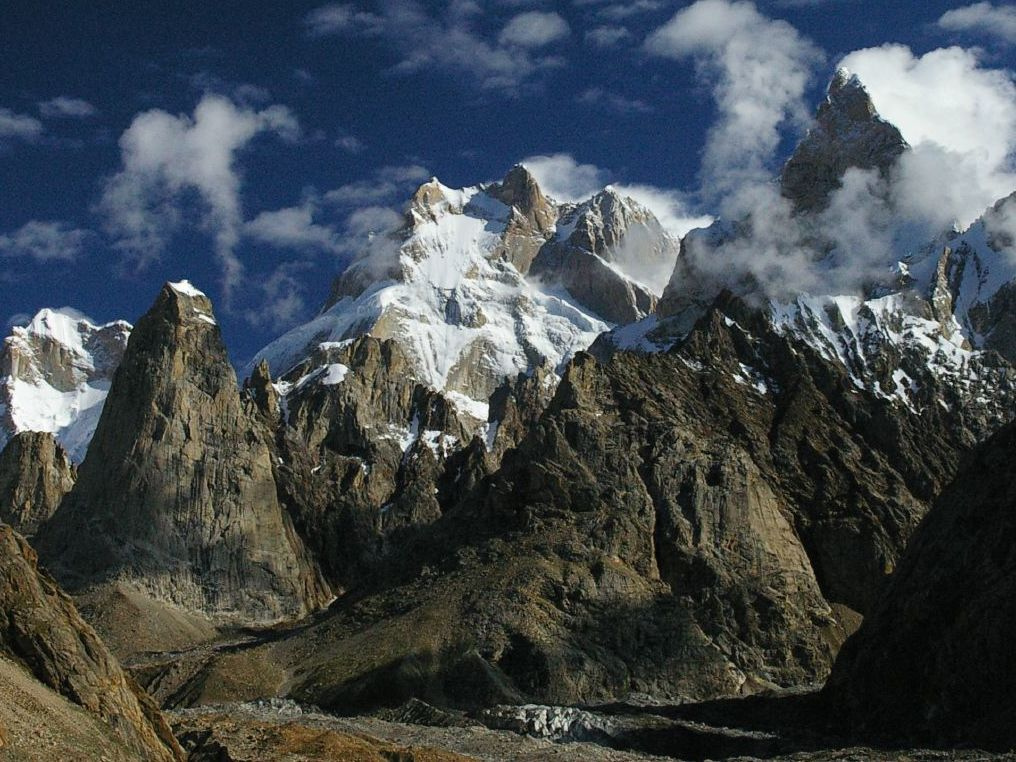
Baintha Brakk, Ogre – South Summit po lewej, oddzielony przełęczą od głównego wierzchołka

Rok 1977 zdominowała wyprawa w Karakorum i jej brzemienny w wypadki przebieg. W sześcioosobowym składzie, do którego Doug Scott zaprosił, przezwyciężając znane od dawna różnice charakterów, Chrisa Boningtona planowano wejście na szczyt niezdobytego dotąd i uchodzącego pod względem technicznym za jeden z najtrudniejszych i wymagających szczytów na świecie – Baintha Brakk w masywie Panmah Muztagh. W krótkim zrywie Bonington i Nick Estcourt usiłowali wejść na główny szczyt, ale zdołali jedynie zdobyć South Summit, co przekonało ich o konieczności wspólnego wysiłku całego zespołu dla osiągnięcia celu wyprawy. W połowie lipca 4-osobowy zespół podjął akcję górską, wspinając się w mikstowym terenie granią płd.-zach., częściowo po poręczówkach z wcześniejszej próby. Granią zach. osiągnęli South Summit, skąd zeszli na przełęcz oddzielającą ich od głównego szczytu, gdzie spędzili noc w jamie śnieżnej. Na następny dzień Scott i Bonington, po dwóch mikstowych wyciągach, weszli w skalną ścianę podszczytową, prowadził cały czas Scott. Po kilkudziesięciu metrach, o których powiedział później, że okazały się najtrudniejszą wspinaczką w całej jego wysokogórskiej karierze, i ryzykownym wahadle z jednej rysy ku drugiej, weszli o zachodzie słońca na szczyt. Podczas pierwszego zjazdu, Doug pośliznął się na oblodzonej powierzchni i amortyzując nogami uderzenie o skałę, złamał obie w kostkach. Doczołgał się do śnieżnej półki, gdzie musieli biwakować bez jakiegokolwiek sprzętu biwakowego, żywności czy cieplejszych ubiorów. Nazajutrz, zjeżdżając i czołgając się, wspomagany przez pozostałych dwóch członków zespołu, dotarł do jamy śnieżnej z poprzedniego biwaku. W dół zaczęli schodzić po dwóch dniach zamieci, przeważnie zjeżdżając, inne odcinki pokonując, w wypadku Douga, na czworakach. Podczas upadku po jednym ze zjazdów Chris Bonington złamał dwa żebra i zranił rękę, wkrótce miał pierwsze objawy zapalenia płuc. Zejście do moreny zajęło im w sumie osiem dni, ostatni, prawie 5-km odcinek przed lodowiec i morenę, Doug pokonał czołgając się. Po kilku dniach tragarze Baltowie znieśli go do Askole, skąd śmigłowiec przetransportował go do Skardu. W trzy dni później był w szpitalu w Nottingham.
Wiosną 1978 z entuzjazmem przyjął zaproszenie do 8-osobowej grupy, która planowała wyjazd w kanadyjskim stylu alpinizmu eksploratorskiego (Canadian-style pioneer mountaineering) na Mount Waddington (4019 m) – będącą „jednym z najtrudniejszych wyzwań wspinaczkowych w całej Ameryce Północnej”. Ocena ta wynika z jednej strony z technicznych trudności wspinaczki w niemal arktycznych warunkach, z drugiej z trudno dostępnego położenia całego pasma Waddington Range: czterodniowe podejście od poziomu morza przez leśną dzicz do obozu bazowego na wysokości 1300 m. Pozostałe 2700 m pokonali wspinaczką głównie lodową w kuluarze płd.-wsch., ale na szczyt weszli tylko Doug Scott i Rob Wood, inicjator całej wyprawy. Przedmonsunową wyprawę, kierowaną przez Chrisa Boningtona, na K2 przez grań zachodnią przerwał wypadek lawinowy, w którym zginął Nick Estcourt, partner wspinaczkowy Douga Scotta. On sam i związany z nimi Szerpa tylko dzięki przerwaniu się łączącej ich liny uniknęli zagarnięcia przez tę lawinę. Jesienią 1978 Doug Scott i Joe Tasker podjęli próbę wejścia na Nuptse (7864 m) przez grań płn., ale już na wysokości 6850 m zatrzymały ich masy głębokiego śniegu i świeże opady.

### Początek okresu lekkich wypraw (1979-1985)

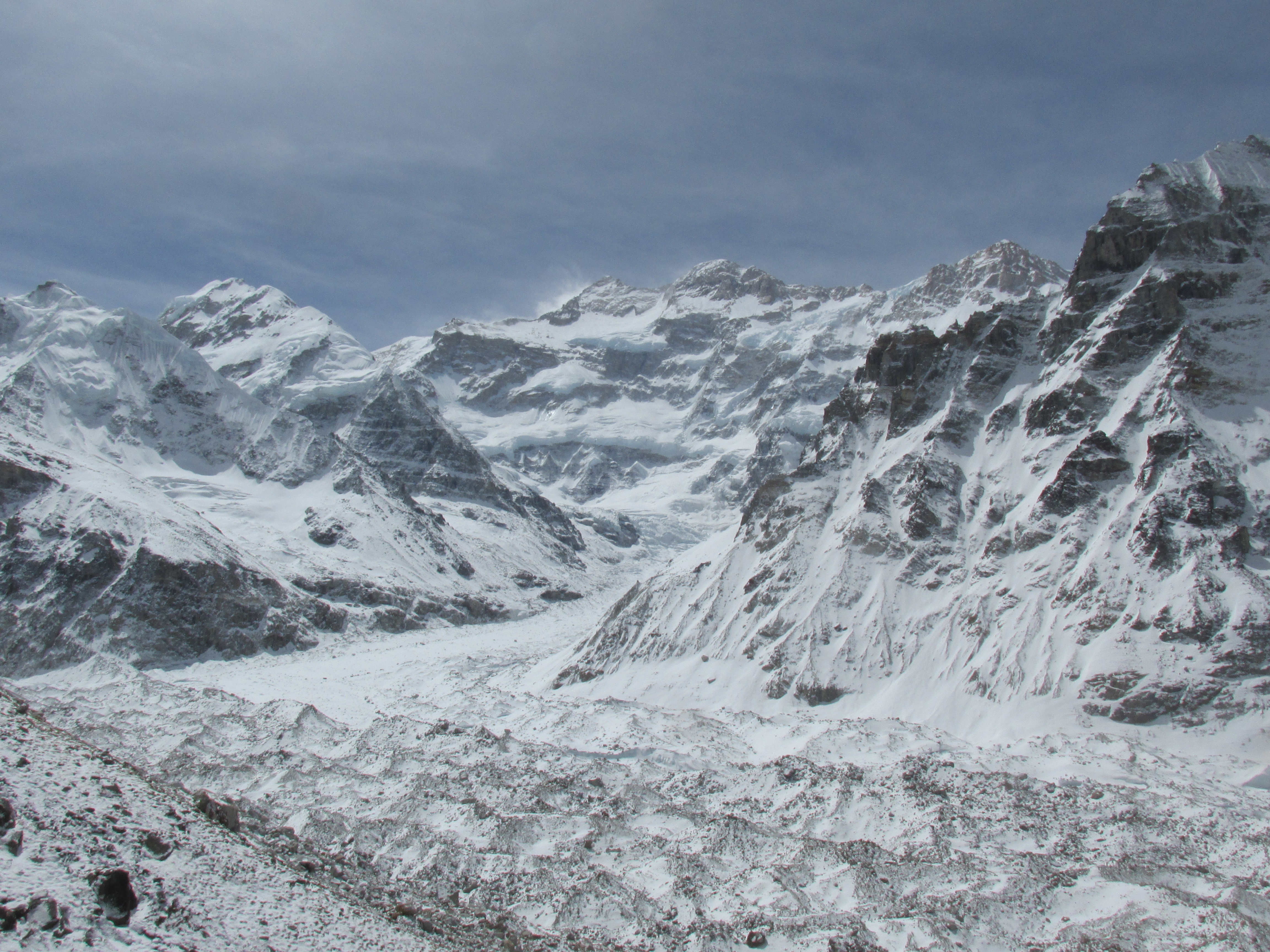
Kanczendzona, ściana płn.-zach. nad lodowcem Kangchenjunga

W autobiografii Himalayan Climber określił rok 1979 – „A Good Year”. W lutym zrobił w zespole z Jimem Duffem pierwsze zimowe przejście drogi The Smear na wyspie Skye. Na sezon przedmonsunowy otrzymał pozwolenie (pierwsze oficjalne od 1931) na podejście pod Kanczendzongę (8586 m) przez Nepal, tj. od zachodu lodowcem Kanczendzonga, i planował zrobienie nowej drogi płn. granią przez 4-osobową wyprawę w lekkim, alpejskim stylu, choć przy konieczności zakładania poręczówek. Dwie pierwsze próby nie powiodły się, głównie z powodu porywów prądu strumieniowego, który dosięgał ich powyżej obozu w jamie śnieżnej na 7400 m. Wreszcie zespołowi w składzie Doug Scott, Joe Tasker i Peter Boardman powiódł się w połowie maja atak na szczyt, zatrzymali się jednak kilka metrów pod wierzchołkiem dla okazania szacunku dla religijnych przekonań mieszkańców Sikkimu. Byli trzecim zespołem na szczycie tej góry. Sposób, w jakim tego dokonali miał dalekosiężne skutki dla stylu uprawiania alpinizmu przez Douga Scotta, co on sam tak sformułował: „Po raz pierwszy na jedną z trzech wielkich gór [najwyższych szczytów na świecie] wszedł mały i lekki zespół, niewspomagany przez innych niosących tlen, co utwierdziło mnie w przekonaniu, że na te wielkie góry można się wspinać w o wiele prostszy sposób. Nie widziałem powodu, dla którego moje przyszłe wyprawy nie miałyby być właśnie w tym stylu”.
By zobrazować historyczne znaczenie tej zmiany w podejściu do wchodzenia na szczyty najwyższych gór, przyrównał odejście od wypraw w stylu oblężniczym do rezygnacji wspinaczy alpejskich z pomocy zawodowych przewodników górskich. Wielkie wyprawy uważał też za w najwyższym stopniu szkodliwe pod względem ekologicznym i społecznym. Przy planowaniu kolejnych wypraw na szczyty ośmiotysięczne trzymał się odtąd jeszcze innej zasady, którą nazwał multi-peak approach i tak opisał: „W trakcie naszej wspinaczki na Kanczendzongę wiosną 1979 urzekła mnie ta prosta i banalna idea, że wchodzenie na wysokie szczyty przynosi najwięcej zadowolenia, jeżeli poprzedzi je aklimatyzacja na niższych wierzchołkach. Od tamtego czasu przekonałem się, że jest to jedyny sposób wejścia w stylu alpejskim na ośmiotysięcznik przy pierwszej próbie”.
Jesienią był z powrotem w Nepalu z kilkoma wcześniejszymi partnerami wspinaczkowymi, planując trawersowanie Mount Everestu od przełęczy Lho La przez grań zach. na szczyt i zejście na Przełęcz Południową. Tytułem wspinaczek kondycyjnych i aklimatyzacyjnych Doug Scott i Georges Bettembourg dokonali pierwszego wejścia na płn. wierzchołek Kusum Kangguru (6367 m). Na Lho La weszli w celu rozpoznania zach. grani Everestu i stromizny płn. flanki Nuptse. Następnie filarem płn. weszli na Nuptse (7864 m) nową drogą, dla której spotykana jest obecnie nazwa Droga Scotta. W zejściu, kiedy weszli w lodospad między Kotłem Zachodnim a lodowcem Khumbu, okazało się, że zamiast planowanej godziny zejścia, czeka ich cały dzień wyjątkowo trudnej i niebezpiecznej przeprawy przez świeżo potrzaskany lodospad. Jej wysiłek, a i późna pora (druga połowa października), skłoniły ich do rezygnacji z pierwotnego planu wyprawy i do wycofania się spod Everestu.
Z Adrianem Burgessem zrobił w marcu 1980 trzecie przejście płn.-wsch. żebra Les Droites (4000 m) w masywie Mont Blanc, w zejściu dawał mu się we znaki ból obu stawów skokowych. W sezonie przedmonsunowym wybrał się w 4-osobowym zespole pod K2. Chcieli zrobić zach. grań w stylu kapsułowym (tj. wynosząc z bazy cały zapas paliwa, żywności itp. i likwidując poręczówki po zaopatrzeniu każdego wyższego obozu), ale po dwóch tygodniach i osiągnięciu ok. 7000 m wysokości zdecydowali, że tak powolne tempo nie da im szansy na osiągnięcie szczytu. Scott optował za kontynuowaniem wspinaczki w stylu alpejskim, ale w końcu wobec braku zgody co do dalszej taktyki, a nawet drogi, wycofali się, a Scott pospieszył do domu przygotowywać jesienną wyprawę w Himalaje. Na wrzesień i październik planował w 3-osobowym zespole trawers Makalu, zaczynając od grani płd.-wsch. do skalnego uskoku tzw. czarnego żandarma, dalej zejście do kotła wsch., skąd prosto ścianą czołową na szczyt i zejście drogą zdobywczej wyprawy francuskiej. W ramach aklimatyzacji wspięli się na cztery szczyty sześciotysięczne i na Kangchungtse (7678 m). Dobra forma, mimo złej pogody, pozwalała im na szybkie tempo zdobywania wysokości na Makalu. Ale czwartego dnia, już w ścianie czołowej, znaleźli się w strefie huraganowych wiatrów. Dotarli na wysokość ok. 8180 m, ale wobec oznak poważnej choroby u Georgesa Bettembourga postanowili zawrócić. Oznaczało to w warunkach ze względu na wiatr właściwie zimowych zejście do kotła i ponowne podejście ponad 300 m na grań. Powrócili do bazy, spędziwszy dziewięć dni na wysokości ponad 7000 m.

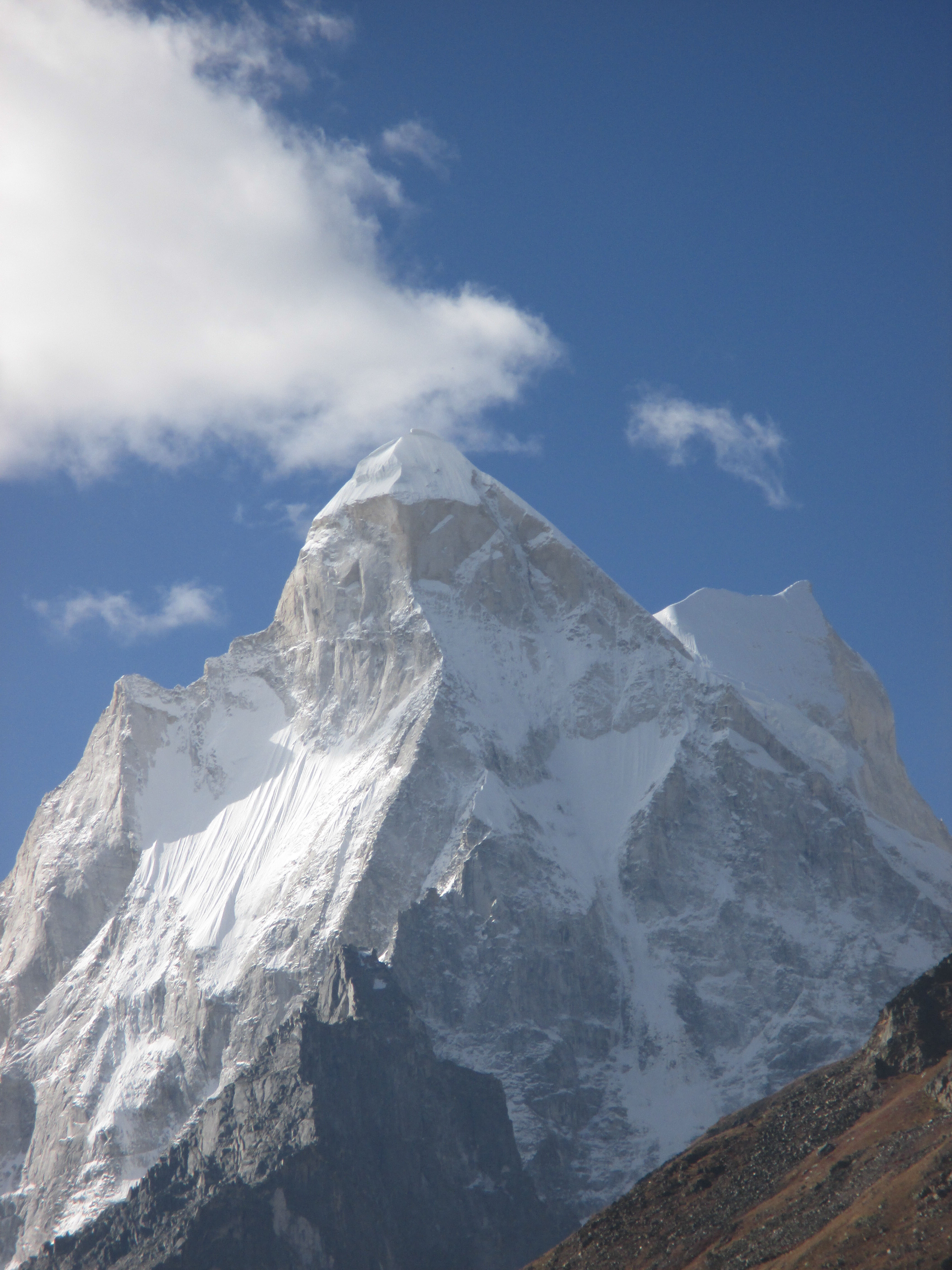
Shivling, filar wsch. na tle nieba po lewej

Przyjmując za cel potężne skalne urwisko „charyzmatycznego” szczytu Shivling (6543 m) w Himalajach Garhwalu, Doug Scott z trzema innymi wspinaczami wziął udział w anglo-indyjskiej wyprawie w maju i czerwcu 1981. W jej pierwszej części zespół wspinaczy z krajów głównie anglojęzycznych (stąd nazwa tego przedsięwzięcia) zaznajamiał grupę indyjskich studentów z Nehru Mountaineering Institute z technikami stylu alpejskiego i z najnowszym sprzętem, a w drugiej, mieli wolną rękę na wspinaczki w rejonie lodowca Gangotri. Czteroosobowy zespół Scotta zaplanował pierwsze przejście wsch. filaru Shivlingu, na które wyruszył z 9-dniowym zapasem żywności i wielką ilością sprzętu. Po ośmiu dniach, w mikstowym terenie tak trudnym i eksponowanym, że robili przeciętnie jedynie 4-5 wyciągów dziennie, osiągnęli szczyt filara. Przed wejściem w 300-metrową ścianę czołową musieli dwie noce biwakować na podszczytowej przełączce, przeczekując zamieć. Weszli na szczyt po 13 dniach wspinaczki i przetrawersowali go, schodząc w dół oryginalną drogą po stronie północnej. Ideę trawersu innego himalajskiego szczytu, Chamlang (7319 m) w paśmie Mahalangur Himal, jako wspinaczki aklimatyzacyjnej przed Makalu, mieli we wrześniu 1981 Doug Scott wspólnie z Reinholdem Messnerem. W rezultacie zrobili w stylu alpejskim pierwsze przejście jego płn. ściany, wchodząc na jeden z niższych szczytów w 9-kilometrowej grani Chamlangu. Do akcji górskiej na Makalu Messner nie mógł przystąpić, gdyż obowiązki rodzinne (przedwczesne narodziny córki) ściągnęły go do Kathmandu.
W maju 1982, otrzymawszy z Chinese Mountaineering Assotiation wyjątkowo udzielane zezwolenie na działalność wspinaczkową po chińskiej stronie Himalajów Wysokich, 5-osobowy zespół Douga Scotta udał się przez Chiny i Tybet pod Sziszapangmę (8027 m). Po dwóch wspinaczkach aklimatyzacyjnych na pobliskie siedmiotysięczniki, w trójkowym zespole zrobił w stylu alpejskim drogę (tzw. British Route) na płd.-zach. ścianie Sziszapangmy, będącą pierwszym przejściem tej mało wówczas znanej ściany. Weszli także na zach. i dotychczas niezdobyty wsch. wierzchołek Sziszapangmy, zeszli granią płd.

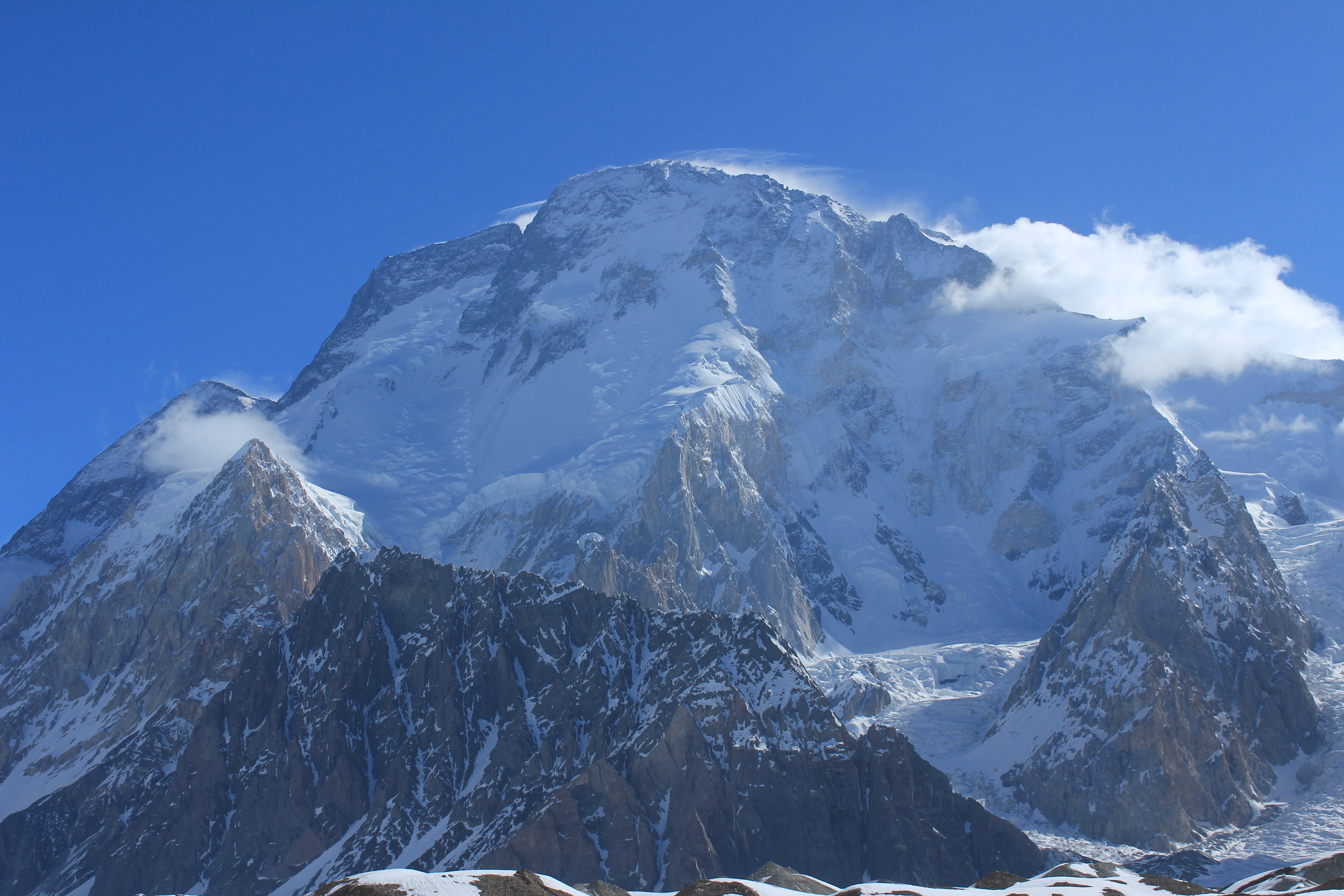
Broad Peak i droga oryginalna granią zach., widok z Concordii

Wiosną 1983 wyjechał z 10-osobowym zespołem w Karakorum, wyznaczając jako docelowe szczyty Broad Peak (8051 m) i K2, poprzedzone wejściami aklimatyzacyjnymi. W różnych zespołach weszli na Muztagh Pass (5422 m), Karphogang (5931 m) i na dwa z trzech niezdobytych dotąd szczytów Baltoro Spires na północ od lodowca Baltoro. Jednym z nich był Lobsang Spire (5707 m), a przejście jego płd. filara przyniosło wysokiej klasy wielkościanową wspinaczkę na szczyt himalajski. Po trzech dniach na bardzo technicznej drodze, z której jedynie jedną trzecią dało się zrobić klasycznie, wspięli się pod skalny monolit turni szczytowej, zmuszeni po drodze osadzić w skale kilka spitów. Douga Scotta nie opuszczały spowodowane tym etyczne wątpliwości co do czystości stylu, sprowadzone do pytania: czy powinniśmy wspinać się wszędzie? Treningowo weszli jeszcze na Windy Gap (6233 m) i Savoie Saddle (6666 m), zanim udali się na Broad Peak, zdobyty przez sześciu z nich w osobnych zespołach. W obozie bazowym pod K2 Scott i pozostali dowiedzieli się, że chorujący od początku wyprawy Peter Thexton zmarł podczas odwrotu spod szczytu Broad Peak. Po trzech tygodniach rozważań w trakcie fatalnej pogody Scott z trzema partnerami postanowili podjąć próbę pierwszego przejścia płd.-płd. żebra K2. Po czwartym biwaku, ok. 100 m poniżej Ramienia nad Żebrem Abruzzi, wobec objawów obrzęku mózgu u Jeana Afanassieffa, zeszli możliwie szybko do bazy, kończąc działalność w górach.
Wiosenna wyprawa w 1984, której głównym celem był ponownie trawers Makalu, była wyjątkowa ze względu na liczny międzynarodowy skład (25 osób) i miała charakter w równej mierze sportowy, co wakacyjno-rodzinny, gdyż uczestniczyli w niej członkowie rodzin wspinaczy, ze strony Douga Scotta jego żona Jan, syn Michael i obie córki, Martha i Rosie. Wspinacze działali w kilku zespołach, przeważnie z głównego obozu bazowego na wysokości 4900 m. Wejścia aklimatyzacyjne, w których uczestniczył Scott, przyniosły spore osiągnięcia. Najpierw było to pierwsze wejście na Yaupa Shar (czyli płd.-wsch. wierzchołek Peak 3) (6422 m) w 10 godzin tam i z powrotem, następnie Baruntse (7220 m) klasyczną drogą przez grań płd.-wsch., oferującą techniczną wspinaczkę lodową, a na koniec zdobycie dwóch najwyższych dziewiczych szczytów Nepalu, leżących w 9-kilometrowej grani Chamlang: East Summit (7287 m) i Central Summit (7180 m).

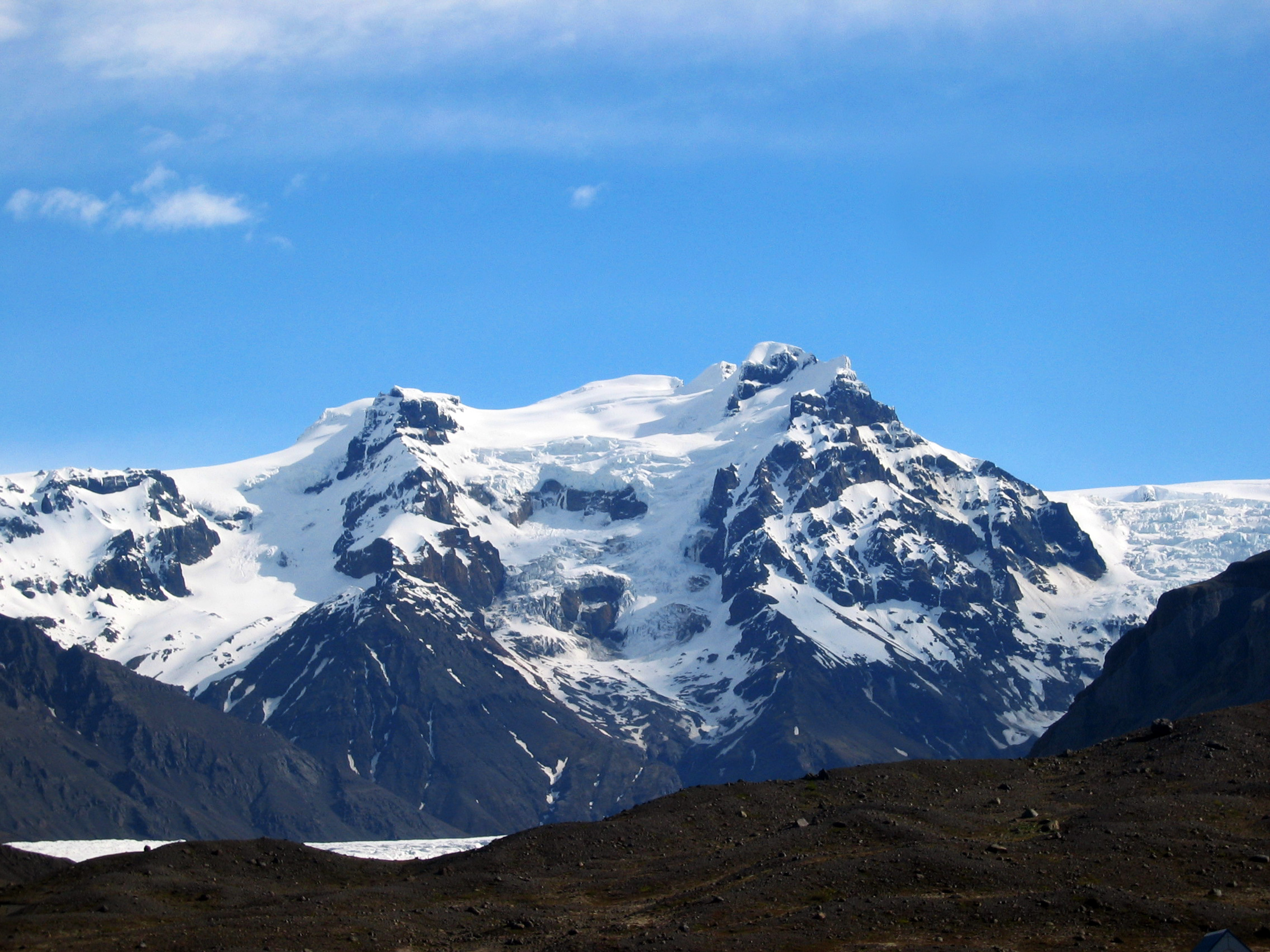
Hrútsfjallstindar po prawej stronie

W styczniu 1985 zrobił nową drogę na wsch. ścianie Mount Colonel Foster (2134 m) na kanadyjskiej wyspie Vancouver, co było równocześnie drugim zimowym przejściem tej ściany. W maju udał się po raz drugi do Islandii (w sumie wspinał się tam sześciokrotnie), by zrobić nową drogę na płd. ścianie wschodniego Hrútsfjallstindar (1875 m). Wyprawa w Karakorum latem 1985, z którą Doug Scott wiązał ambitne plany drogi na Rakaposhi od północy i Nanga Parbat od południa, musiała już od dojazdu z Karaczi do Islamabadu pogodzić się z wykruszaniem się zespołu z powodu chorób i skutków upałów. I tak 5-osobowy zespół działający w dolinie rzeki Hunzy był w stanie przejść jedynie stromy i niebezpieczny kuluar i wyjść na przełęcz pod granitową ścianą Bublimotin (6000 m), skąd Scott i Steve Sustad weszli na pomniejszy szczyt. Działalność wyprawy przeniesiono na lodowiec Minapin, gdzie na 2400 m, poniżej pn.-wsch. filaru Rakaposhi założono nową bazę; tam, obok dalszych niedyspozycji zdrowotnych, doszło do poważnego incydentu z tragarzami z Nagaru. Czteroosobowy zespół (do którego należał też Michael Scott) zrobił trawers szczytu Diran, zwany też Minapin (7266 m). Po śmiertelnym wypadku jednego z uczestników austriackiej wyprawy na Rakaposhi, zrezygnowali z działalności w tamtym rejonie. Bazę przeniesiono 12 sierpnia pod Nanga Parbat, na stronę flanki Rupal. Po trzydniowej wspinaczce w stylu alpejskim na zach. stronie Rupal Peak (5642 m) Scott zawrócił z chorą Marthą ok. 250 m spod szczytu, osiągniętego przez pozostałą trójkę. W ostatnim zrywie Doug Scott, Alastair Reid i Sabir Nazir (najwybitniejszy wówczas wspinacz pakistański) ruszyli na płd.-zach. grań Nanga Parbat, zawrócili jednak z wysokości ok. 7400 m wobec niepokojącego stanu zdrowia Reida. Ogólne niepowodzenie tej wyprawy do Pakistanu wynikało z nieustających przypadków infekcji pokarmowych, a to z kolei składał Scott na karb jakości wody zaopatrującej całą okolicę Karimabad.

### Okres 1986-2000

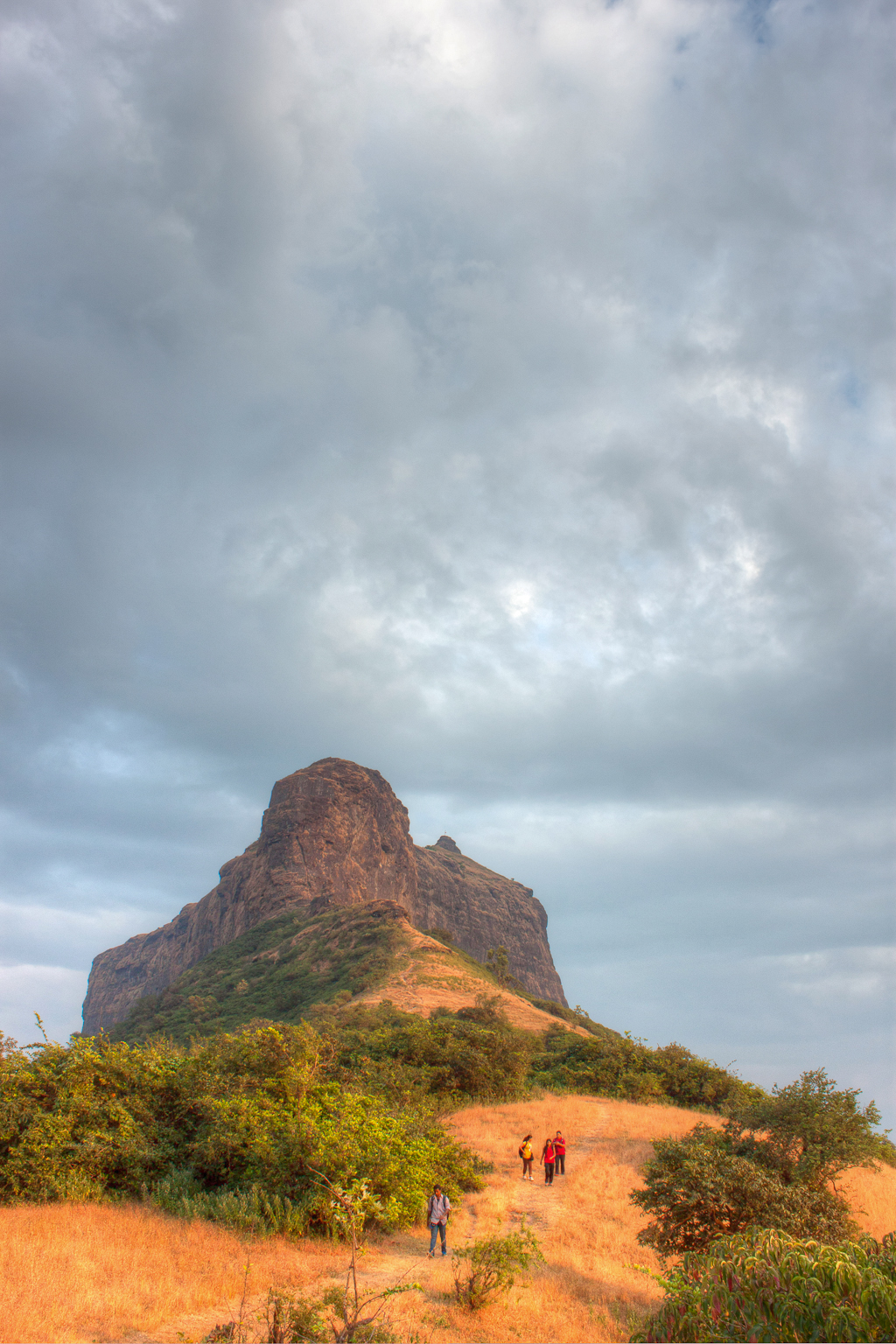
Harihar Fort w Ghatach Zachodnich

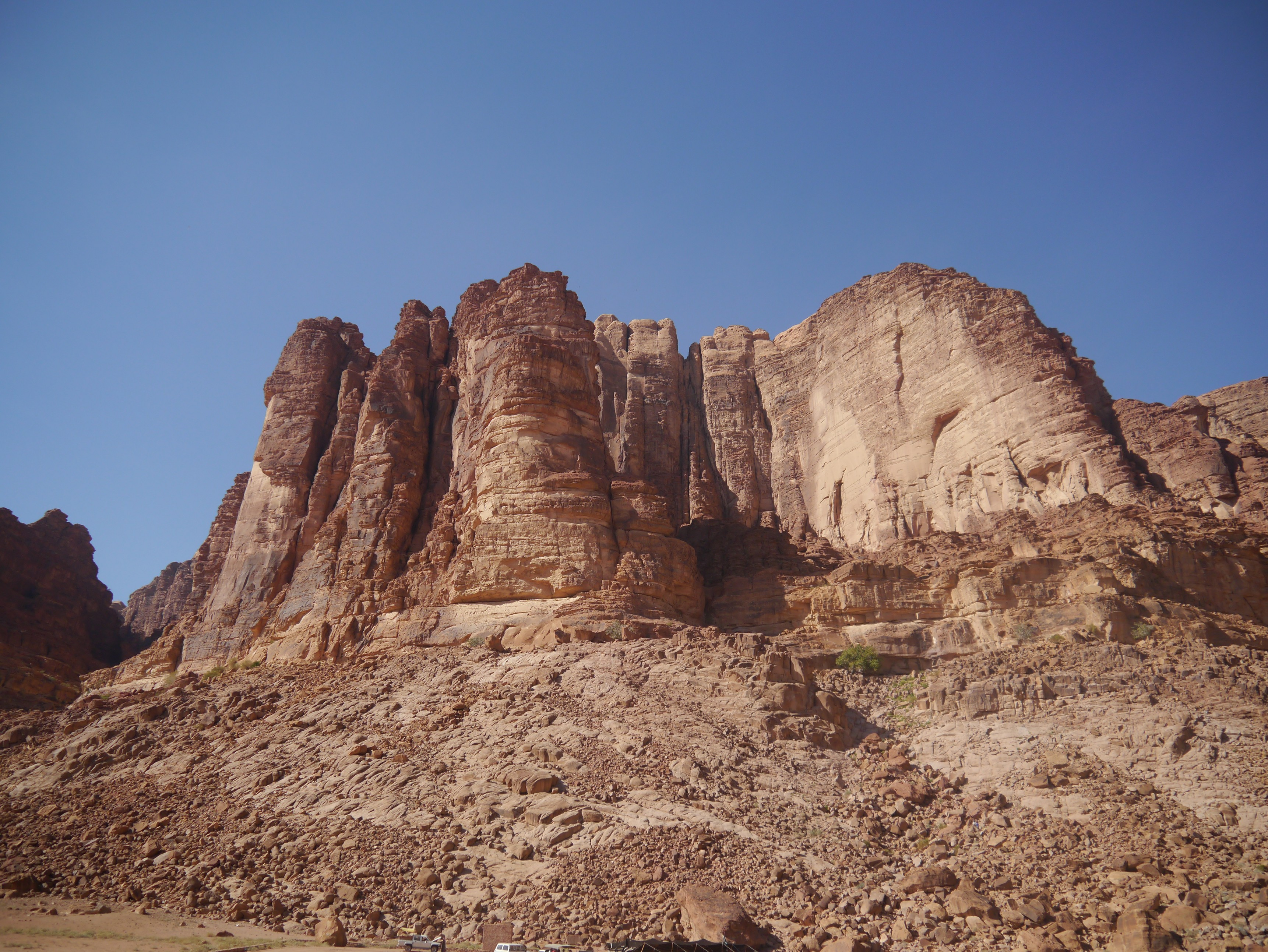
Wadi Rum w Jordanii

Sam początek 1986 Doug Scott poświęcił wspinaczce skałkowej, robiąc kilka nowych dróg i pierwszych przejść zimowych na wyspie Skye i w Szkocji, a jesienią wspinał się w płd. Indiach, w paśmie Ghaty Zachodnie i na Tasmanii. W kwietniu 1987 odwiedził granitowo-piaskowcową dolinę Wadi Rum na zaproszenie Ministerstwa Turystyki Jordanii, dążącego do zwiększenia międzynarodowego zainteresowania tym regionem. Wspólnie z córką Marthą, indyjską wspinaczką Sharu (Sharavati) Prabhu i Bernardem Domenechem (francuskim znawcą regionu) zrobili tam kilka nowych dróg. Wyprawa latem 1987 na wsch. ścianę K2 miała, w porównaniu z poprzednimi wyprawami Douga Scotta, liczny skład, ponieważ oprócz sześciu wspinaczy towarzyszyły jej wspomagająca ich (także finansowo) grupa trekkingowa i niezależna ekipa filmowa (nakręcony przez nich materiał użyto w filmie K2). Warunki pogodowe, głęboki śnieg i zagrożenie lawinowe udaremniły realizację planów na K2 i ograniczyły działalność sportową do wyjść aklimatyzacyjnych i narciarskich. Scott patronował równoczesnej wyprawie na Broad Peak, ale i tam niesprzyjające warunki nie pozwoliły wyjść powyżej 6900 m. Dostępna od strony chińskiej 7-kilometrowa grań płn.-wsch. Everestu, wg słów Scotta „this last big problem on the mountain”, była celem jesiennej wyprawy w 1987. Podobnie jak w Karakorum, obfite opady śniegu i huraganowy wiatr zmusiły 8-osobowy zespół, nękany chorobami i odmrożeniami, do odwrotu z wysokości niewiele ponad 8100 m. Do czasu ich wyprawy żadnemu zespołowi nie udało się przejść całej grani, a jej trudności Scott oceniał znacznie wyżej niż wspinaczkę w ścianie płd.-zach. Everestu.
W 1988, po wspinaczkach na zamarzniętych wodospadach w norweskim Hemsedal, Doug Scott otrzymał jako jedyny w tym roku zezwolenie z Bhutanese Tourism Corporation (agencji rządowej ds. obcokrajowców w Bhutanie) na działalność wspinaczkową, wspieraną, głównie finansowo, przez niewielką grupę trekkingową z Królewskiego Towarzystwa Geograficznego. Dla uzyskania aklimatyzacji 5-osobowa grupa alpinistyczna okrążyła całą górę Jitchu Drake z wyjątkiem jej płn. strony. Wejście na szczyt, niezdobyty przez żadną z trzech dotychczasowych ekspedycji, zaplanowano przez ścianę płd., niemającą jeszcze żadnej drogi. Zespół Sharu Prabhu, Victor Saunders i Doug Scott przeszedł podczas trzydniowej, głównie lodowej wspinaczki tę ścianę w linii spadku wierzchołka i wszedł na płd., a następnie główny szczyt, jego kulminację pozostawiając jednak nietkniętą, co Dough Scott tak opisał w relacji z wyprawy:

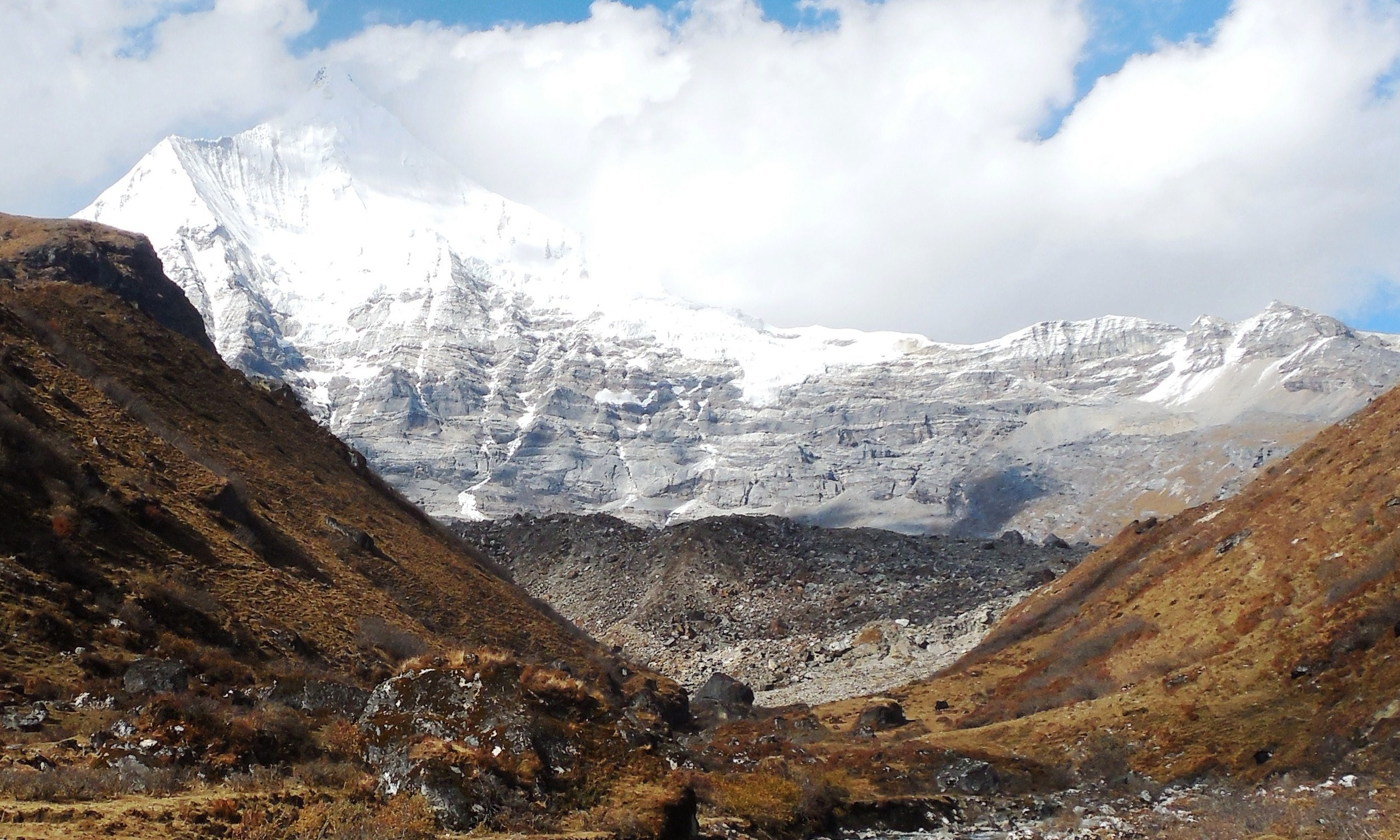
Jitchu Drake, Bhutan

W południe osiągnęliśmy partie szczytowe. Nie chcąc niepokoić bogów, którzy być może tam przebywają, zatrzymaliśmy się kilka stóp poniżej wierzchołka. Przebywaliśmy tam około godziny. Niewiele może równać się z przyjemnością doprowadzonej do końca wspinaczki górskiej. Szczyt to nie tylko koniec drogi i wysiłku, by na niego dotrzeć, lecz także miejsce na poczucie satysfakcji i uniesienia. Wszyscy wiemy, że liczy się podróż, a nie dotarcie do celu, ale 360-stopniowa panorama ze szczytu Jitchu Drake była dokładnie taka, jakiej zawsze się pragnie.
Podczas tury prelekcyjnej po Australii wiosną 1989 odwiedzał po kolei tereny wspinaczkowe, gdzie poprowadził kilka dróg skałkowych m.in. na nadmorskich klifach West Cape Howe (płd. kraniec Australii Zachodniej), Mount Arapiles (zach. Wiktoria) i w King’s Canyon (Terytorium Północne). Latem 1989 brał udział w brytyjsko-indyjskiej wyprawie do Ladakhu, która okazała się, wg jego własnych słów, „jednym z najbardziej frustrujących przedsięwzięć [wyprawowych], w jakich uczestniczyłem”. Ponieważ znajdowali się na pograniczu indyjsko-pakistańskim będącym pod ścisłą kontrolą wojskową, musieli poddać się nakazom strefy zmilitaryzowanej, uzależniającym ich od przedstawicieli armii indyjskiej w składzie wyprawy. W aklimatyzacji wziął udział cały 5-osobowy zespół, by w stylu alpejskim wejść na niezdobyty dotąd Rimo II (7373 m). Scott zatrzymał się na wysokość 6666 m z niedysponowanymi Sharu Prabhu i Laurie Wood, na szczycie stanęli Steve Sustad i Nick Kekus. Pozwolenie na główny cel wyprawy – Rimo III zostało nagle cofnięte, co oznaczało koniec wyprawy.

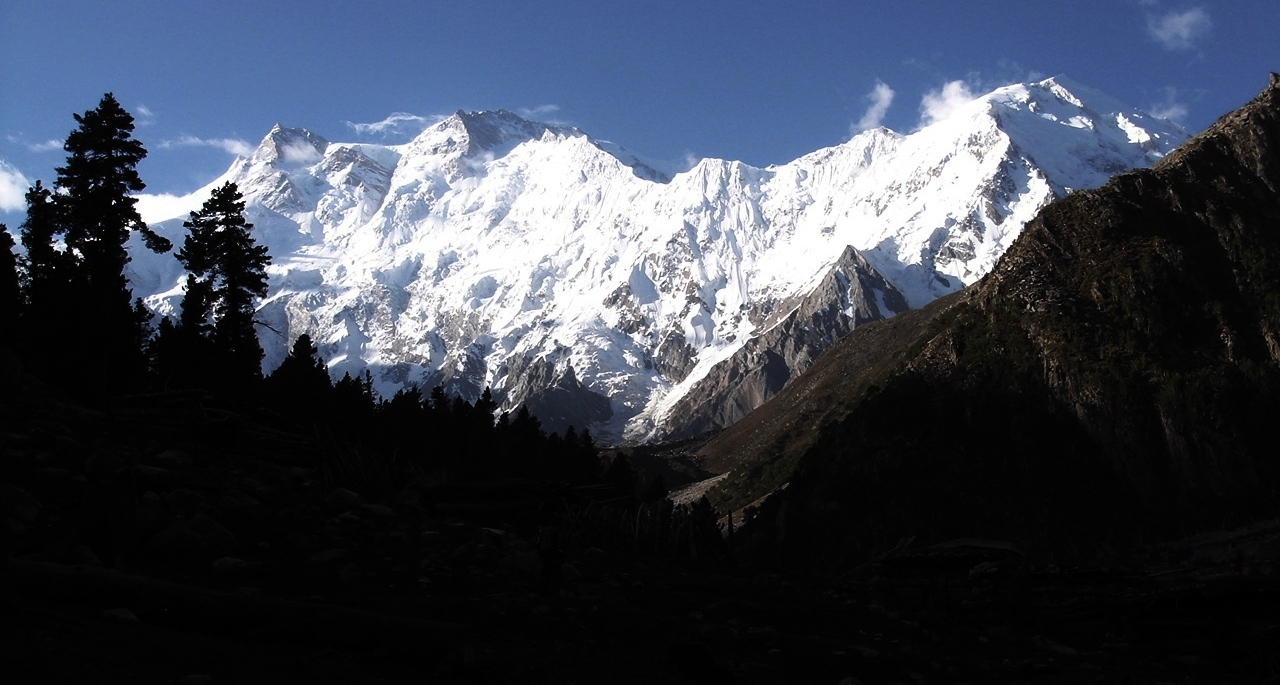
Grań Mazeno, Rakiot Face po lewej

Wyjazd w Karakorum w czerwcu 1990 przyniósł pierwsze przejście grani prowadzącej na boczny wierzchołek Latoku III, a w jego trakcie dwa biwaki bez sprzętu biwakowego na drodze o niezmniejszających się trudnościach. Sukcesem była także międzynarodowa wyprawa jesienią 1991 w Himalaje Nepalskie, podczas której Doug Scott z Sharu Prabhu i Nigelem Porterem weszli przez filar płd. na dziewiczy szczyt Hanging Glacier Peak South (inna nazwa Tripura Hiunchuli IV). Nieco inny charakter miał wyjazd wspinaczkowy w ostatnich tygodniach 1991 na Antarktydę, ponieważ czteroosobowa ekipa Scotta prowadziła sześciu klientów, z którymi, w osobnych zespołach, weszli na Mount Vinson (4892 m), najwyższe wzniesienie tego kontynentu, wystawione na ekstremalne warunki pogodowe. Podczas tej samej podróży Doug i Sharu Prabhu weszli w lutym 1992 na Aconcaguę (6962 m). W połowie 1992 spędził z czworgiem przyjaciół dwa tygodnie w górach Fon w niepodległym od roku Tadżykistanie, podczas których wspięli się w zespole z dwoma lokalnymi wspinaczami na wiele szczytów, w tym na Czimtargę (5489 m). W międzynarodowym zespole wyruszył latem do doliny Rupal z zamiarem zmierzenia się z jednym z największych alpinistycznych wyzwań tamtego czasu – 13-km płd.-zach. granią szczytową Nanga Parbat, zwaną Granią Mazeno. Już na początku wyprawy paru jej członków doznało obrażeń w lawinie kamieni i na grań Doug Scott ruszył z dwoma Nepalczykami, Ang Phurba i Nga Ternba, i Rosjaninem, Sergeiem Effimovem. Siedmiodniowa akcja górska przyniosła zasadniczy sukces: wejście na trzy z siedmiu kulminacji grani (osiągnięcie niepowtórzone do 2004), ale wobec złego stanu psychicznego części zespołu, zdecydowano się na zejście przez przełęcz Mazeno do bazy. Próbował przejść dalsze odcinki grani jeszcze dwukrotnie – w 1993 i 1995. Przy drugiej próbie przejścia Grani Mazeno w 1993 tytułem aklimatyzacji wszedł z Richardem Cowperem na wybitne wzniesienie nad lodowcem Mazeno, które nazwali Spire (ok. 5600 m), a następnie w zespole, do którego dołączył Wojciech Kurtyka, na drugie, które nazwali West Peak (ok. 5700 m). Podczas zejścia Scotta porwała śnieżna lawina i doznane obrażenia uniemożliwiły mu wspinanie na wiele miesięcy.

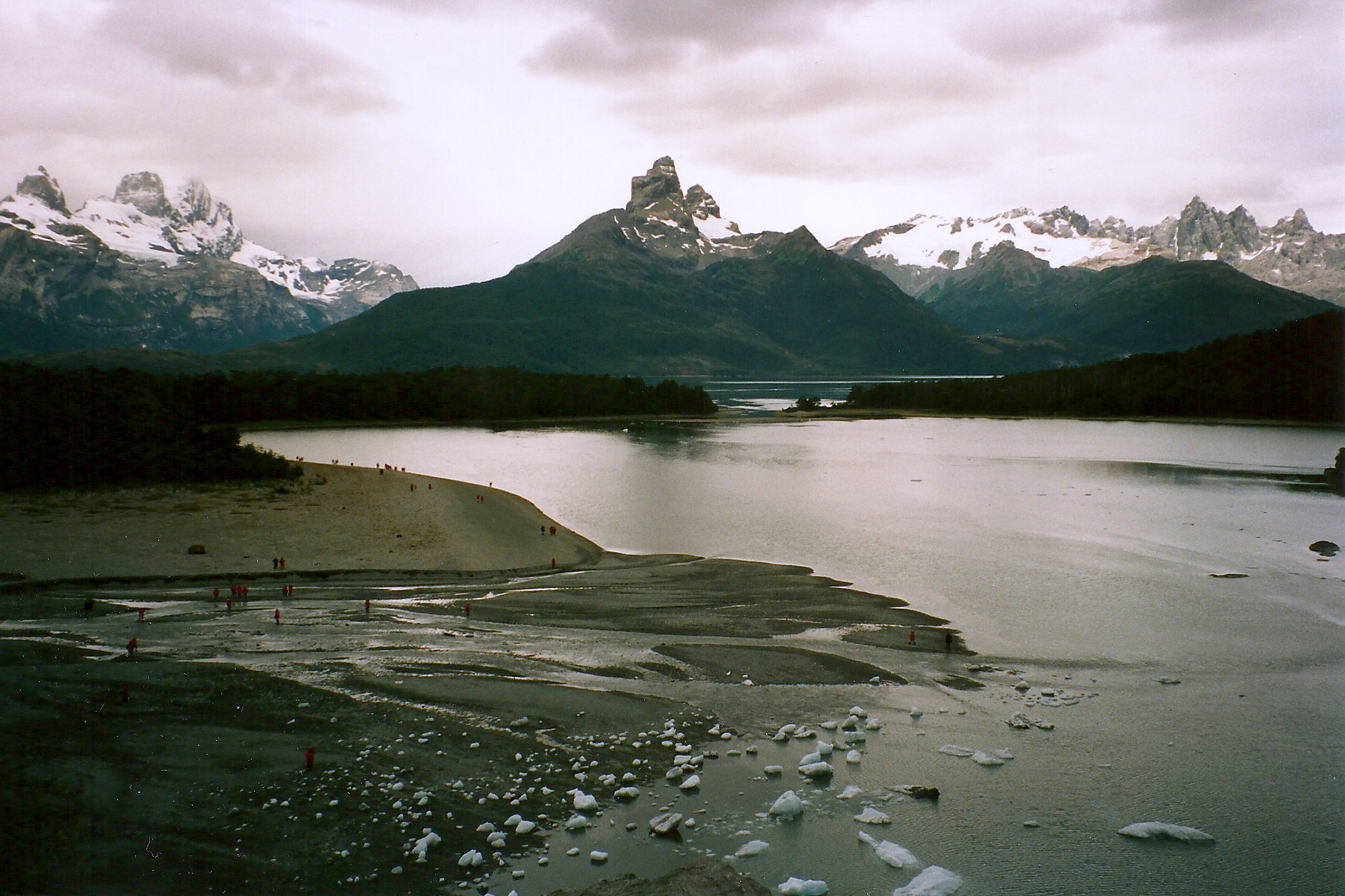
Krajobraz we fjordzie Agostini, Ziemia Ognista

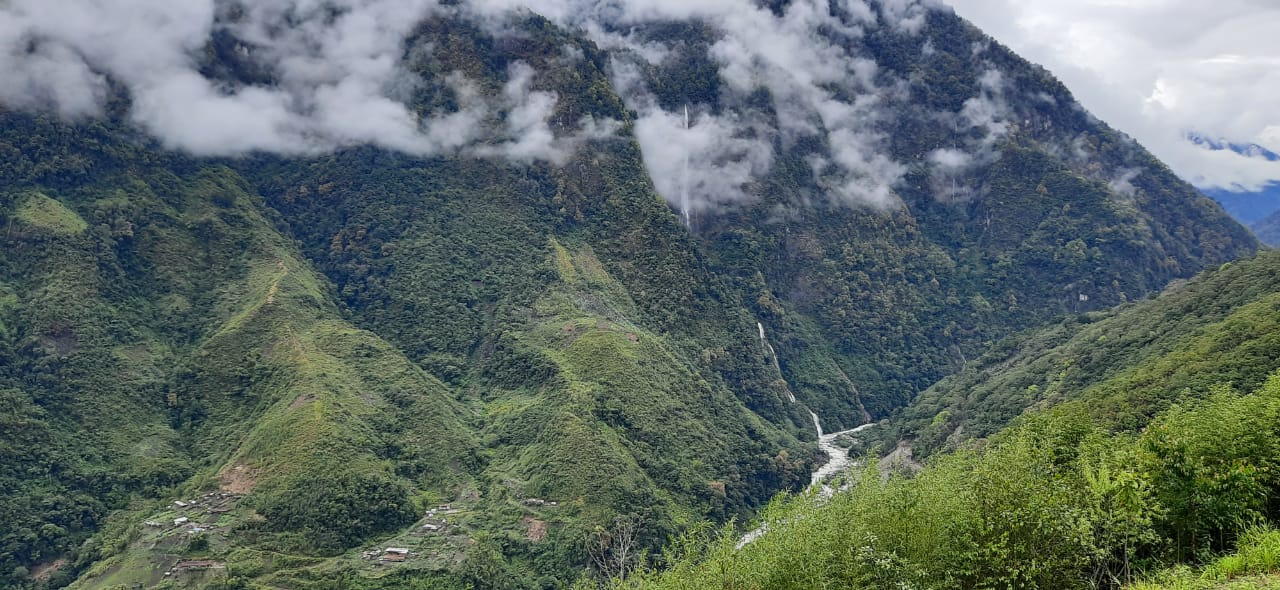
Krajobraz w Arunachal Pradesh w pobliży granicy z Chinami

Na przełomie czerwca i lipca 1994 spędził parę tygodni w Kaukazie, by, jako to określił Steve Sustad, jeden z uczestników wyjazdu, wbiec na Elbrus i od razu zbiec na dół. Scott i Tut Braithwaite rozważali wejście na Uszbę, ale powstrzymały ich lawiniaste warunki w lodospadzie. Końcówka tamtego roku przyniosła tylko jedną, ale za to raczej wyjątkową wyprawę na jachcie „Pelagic” ku zach. krańcowi gór Cordillera Darwin i wokół Ziemi Ognistej. Na płd. brzegu Agostini Fjord grupa wspinaczkowa z Dougiem Scottem zeszła na ląd. Po krótkim podejściu wspięli się na dwa z kilku niezdobytych tam szczytów, nadając im nieoficjalne nazwy. Podczas dalszej żeglugi wchodzili we fiordy jeszcze kilkakrotnie, lecz deszczowa pogoda nie dała im szansy na kolejne wspinaczki. Celem majowej wyprawy w 1995 był najwyższy szczyt Oceanii – Puncak Jaya, zwany też m.in. Piramidą Carstensza (4884 m), na który weszli nową drogą poprowadzoną w płn. ścianie na „przyjemnym wysokogórskim wapieniu”. Był to jego siódmy szczyt, wg definicji Reinholda Messnera, Korony Ziemi – siedmiu najwyższych szczytów na siedmiu kontynentach. W lipcu 1995 trzecia próba Douga Scotta, by przejść Grań Mazeno (Nanga Parbat) zapowiadała się obiecująco dzięki mocnemu składowi wyprawy, w którym był m.in. Wojciech Kurtyka. Pięcioosobowa ekipa wspinaczy przejechała 152 km do bazy na rowerach. Podjęto wspinaczki aklimatyzacyjne podobne do tych w 1992, ale jeszcze przed właściwą akcją górską Doug Scott rozchorował się i musiał opuścić wyprawę. Jesienią 1996, po wielomiesięcznych staraniach o zezwolenie na działalność wspinaczkową w Sikkimie, Scott z pięcioma innymi wspinaczami dokonali eksploracji nieznanych dolin Kangchenjunga Himal, nieodległych od tybetańskiej granicy. Przy niezmiennie złej pogodzie trzyosobowy zespół Scotta zdołał zrobić tylko jedno pierwsze wejście – na Chombu East (5745 m), próby wejścia na główny szczyt Chombu i na Gurudongmar (6715 m) nie wyszły ponad bazy wysunięte. Według relacji Juliana Freeman-Attwooda wybitnie atrakcyjną częścią tej ekspedycji, oficjalnie zwanej „British Sikkim Expedition”, było przeprowadzenia rozległego rekonesansu tego południowego sąsiedztwa Kanczendzongi.
Zaproszenie w marcu 1998 do płn. Norwegii obejmowało prelekcje i wspinaczki ze znanym norweskim wspinaczem Sjurem Nesheimem; wspólnie zrobili pierwsze przejście płd. ściany Urdtinden w paśmie Lyngsalpan. We wrześniu i październiku 1998 celem wyjazdu była ponowna próba na Drohmo (6881 m) w płn.-wsch. części Himalajów Nepalskich, odwiedzonego w kwietniu tego roku. Doug Scott i Roger Mear wraz z dwoma Szerpami wspięli się najpierw na szczyt Teng Kongma (6215 m), co polepszyło ich aklimatyzację, a także pozwoliło przyjrzeć się bliżej planowanej drodze na płd. stronie Drohmo, prowadzącej skalno-lodowymi żebrami na środkowy (i najwyższy wg ich instrumentów) szczyt. Płd. filar Drohmo przeszli we dwójkę w 4-dniowej wspinaczce, wycofując się spod szczytu odległego o ponad pół km i 25 m różnicy wysokości ze względu na niebezpieczny stan śniegu wzdłuż grani szczytowej, brak widoczności i późną porę. Na sezon pomonsunowy 1999 uzyskano zezwolenie na wkroczenie do doliny rzeki Khurung w regionie Arunachal Pradesh, w najbardziej na płn. wschód wysuniętym skrawku Indii, jako pierwsza wyprawa, w której składzie były osoby z nieindyjskim paszportem, tj. Doug Scott i Greg Child. Prowadzenie wyprawy rekonesansowo-sportowej w warunkach niestabilnej sytuacji politycznej i nadzoru wojskowego okazało się co najmniej trudne. Sportowa część 4-osobowej wyprawy (plus czterech Szerpów) nie doszła jednak do skutku, ponieważ po 18-dniowej przeprawie przez dżunglę porastającą przedgórza Himalajów do obozu bazowego, żaden ze wspinaczy nie był na tyle zdrów, by podjąć wysiłek wspinaczki. Zdołali co prawda zobaczyć kilka nienazwanych wierzchołków, ale o przystąpieniu do systematycznego rekonesansu nie mogło być mowy. Zmogły ich liczne choroby (w tym malaria, tyfus i zakażenie krwi), kontuzje i drobne obrażenia ciała, a stan Douga Scotta i Balwanta Sandhu nakazywał odtransportowanie ich z powrotem śmigłowcem.

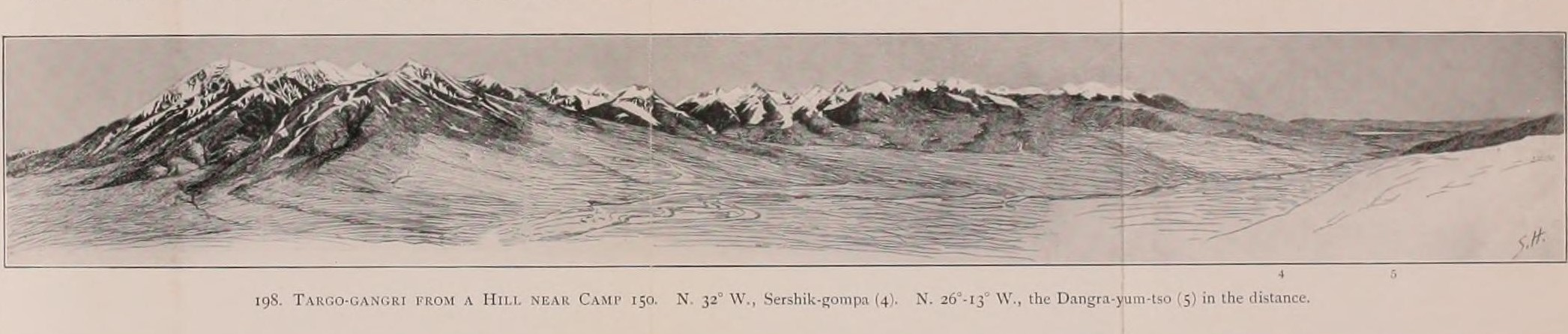
Masyw Targo Gangri, w dali jezioro Dangra, na ilustracji z książki Svena Hedina Transhimalaja. Entdeckungen und Abenteuer in Tibet, wyd. 1909

Wyprawa do tebetańskiego regionu Ü-Tsang w 2000 miała obok Douga Scotta tylko dwóch uczestników, a ich celem była Targo Ri, święta góra w pobliżu klasztoru Bön. O masywie Targo Ri, leżącym między jeziorami Shuru i Dangra, i o klasztorze Sezhik Bön wspomina w swoich opowieściach z podróży Sven Hedin. Najwyższa (ok. 6550 m) w tej nieeksplorowanej przez wspinaczy okolicy oferowała nietrudną wspinaczkę alpejską i zgodnie z tradycją zatrzymali się poniżej szczytu.

## Działalność w organizacjach

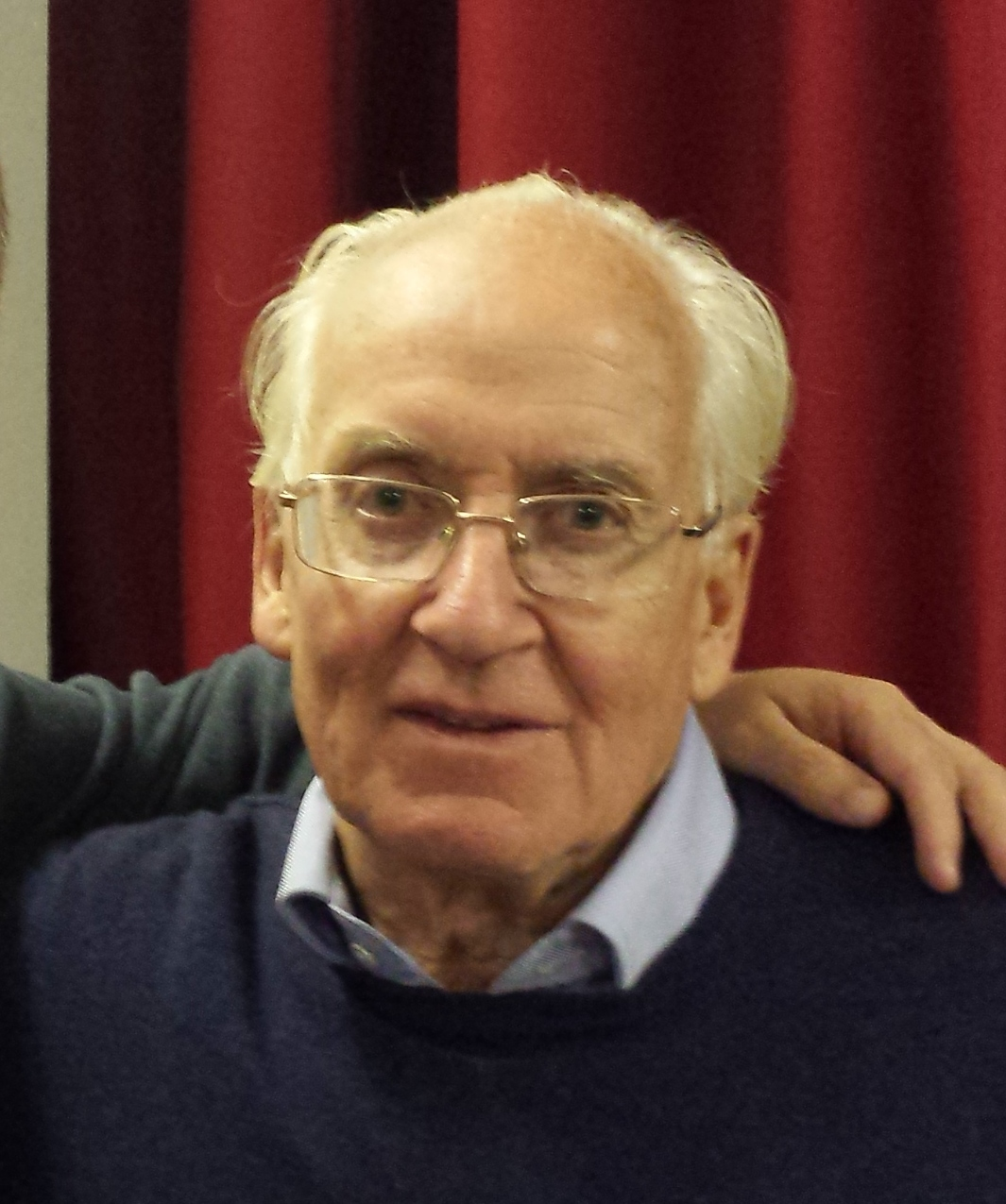
W lipcu 2015

W 1961 założył z grupą przyjaciół wspinaczy Nottingham Climbers‘ Club (zwany też Notts Climbing Club), z którym pozostawał w ścisłym kontakcie przez całe życie. Miasto Nottingham przyznało mu w 1976 tytuł honorowego obywatela – Honorary Freeman of the City of Nottingham. W ślad za tym przywilejem szła aktywność w miejskich organizacjach i wydarzeniach charytatywnych. W latach 1976–1982 przewodniczył Alpine Climbing Group, organizacji wewnątrz Alpine Club powołanej jako forum dla alpinistów z osiągnięciami na najwyższym poziomie. W latach 1999–2001 był prezesem Alpine Club i w trakcie jego prezesury ustanowiono, a następnie przyjęto podczas dorocznego zebrania klubu takie nowe zasady działania klubu, których podstawą jest ochrona środowiska naturalnego gór. Kwestię tę uważał za szczególnie ważną tym bardziej, że to właśnie alpiniści i wspinacze przyczyniają się do wzrostu zanieczyszczenia i zaśmiecenia najodleglejszych nawet regionów. Ponadto zainicjował przeprowadzenie wielu formalnych zmian w funkcjonowaniu Alpine Club, przyczyniając się do jego unowocześnienia i rozszerzenia jego działalności. Był także związany z British Mountaineering Council (BMC), zrzeszającą entuzjastów sportów górskich i kluby wspinaczkowe, której był wiceprezesem w latach 1994–1997. W latach 2008–2012 był reprezentantem BMC w pracach zarządu (Management Committee) Międzynarodowej Federacji Związków Alpinistycznych (UIAA), członkiem komisji wspinaczkowej (Mountaineering Commission) UIAA i od 2011 aż do śmierci przewodniczącym Traditional Values Working Group (zajmującej sprawami ochrony środowiska i etyki w alpinizmie). W latach 2014–2017 pełnił funkcję prezesa Mount Everest Foundation, wspierającej finansowo znaczące projekty eksploracyjne i alpinistyczne, oraz równolegle wiceprezesa Mountain Heritage Trust, organizacji zajmującej się dokumentowaniem brytyjskich tradycji, historii, dóbr materialnych itp. związanych z terenami górskimi. Przez wszystkie lata aktywności sportowej jeździł równocześnie z prelekcjami, zbierając w ten m.in. sposób środki – najpierw na wyjazdy i wyprawy, później przeważnie na cele charytatywne (patrz Działalność charytatywna poniżej). Publicznym wystąpieniom w ostatnich dekadach życia towarzyszyło zainteresowanie międzynarodowych mediów, u których miał przydomek „żywej legendy”.

## Działalność charytatywna
Potrzebę formalnego i zorganizowanego wsparcia tragarzy wysokogórskich Doug Scott dostrzegł z całą dobitnością w 1989 podczas wyprawy na Kanczendzongę, a wielostronne kontakty z mieszkańcami nepalskich wiosek w trakcie kolejnych ekspedycji doprowadziły do powstania z jego inicjatywy organizacji charytatywnej mającej wspierać te społeczności. W 1994 formalnie założył Community Action Nepal (CAN), aby wspólnym wysiłkiem „poprawić standard życia w odległych społecznościach himalajskich, aby dać coś w zamian ludziom gór, którzy [mu] pomogali osiągać cele alpinistyczne”, jak deklaruje CAN na swoim portalu internetowym. CAN prowadzi szeroką działalność w zakresie ulepszenia opieki zdrowotnej, rozszerzenia dostępu do edukacji, opieki nad osobami starszymi, podniesienia jakości życia mieszkańców odległych nepalskich wiosek, rozbudowy ich infrastruktury, jak np. przez instalację dostaw wody pitnej, i poprawy warunków pracy tragarzy górskich. Bez względu na dziedzinę życia wspomaganą przez pracę CAN, dla Douga Scotta podstawową zasadą było kształtowanie u korzystających z pomocy CAN samodzielności i umiejętności samopomocowych przy eliminacji postaw roszczeniowych i sytuacji zależności od charytatywnych dawców i organizacji. Moorehead w biografii Scotta mówi o nim, że „żaden inny wspinacz – a tak naprawdę żaden inny człowiek – nie przyczynił się w aż tak znacznym stopniu [jak Doug Scott] do usprawnienia infrastruktury Nepalu”. W uznaniu wybitnych i trwałych osiągnięć UIAA przyznało CAN w 2018 nagrodę Mountain Protection Award. W ramach CAN działa także agencja trekkingowa Community Action Treks (CAT), której credo głosi zarówno godne uhonorowanie pracy tragarzy wysokogórskich i szacunek dla społeczności, z których się wywodzą, jak i takiego prowadzenia trekkingów, by miały minimalne oddziaływanie na środowisko naturalne. Wspólnie CAN i CAT otrzymały w 2008 nagrodę Best In A Mountain Environment przyznawaną przez organizację Responsible Travel. Podsumowując dorobek życia Douga Scotta, Moorehead określiła go jako „jednego a największych światowych wspinaczy, który stał się też jednym z najwybitniejszych światowych humanitarystów”.

### Staircase Challenge
Jako czyn charakterystyczny dla postawy Douga Scotta wobec świata i siebie samego określił autor nekrologu w „The Guardian” przystąpienie przez niego do akcji charytatywnej Everest Challenge 2020, prowadzonej przez Community Action Nepal z okazji 45 rocznicy wejścia przez Douga Scotta i Dougala Hastona na szczyt Mt. Everestu. Wzięcie udziału w tej akcji sprowadzało się dla jej uczestników do 20-krotnego wejścia na schody w swoim domu, upamiętnienia „osiągnięcie szczytu” zdjęciem i przesłania tego zdjęcia wraz z dobrowolnym datkiem na rzecz CAN. W Staircase Challenge wzięło udział prawie 400 osób (ofiarowując w sumie niecałe 50 tys. funtów), wśród nich byli m.in. Chris Bonington i Reinhold Messner. Dla Douga Scotta w sierpniu 2020 była to ostatnia w życiu okazja do zbierania datków na rzecz odbudowy infrastruktury po trzęsieniu ziemi w Nepalu w 2015 i do szerzenia wiedzy na temat działalności organizacji CAN. Tego ostatniego wyczynu wspinaczkowego Reinhold Messner gratulował mu słowami: „your charity walk is as great [as] your Everest [ascent] and your descent from the Ogre peak”.

## Wyróżnienia i nagrody
Za zasługi w dziedzinie alpinizmu („For services to mountaineering”) otrzymał w 1994 Order Imperium Brytyjskiego wraz z tytułem Commander of the Most Excellent Order of the British Empire (CBE). Królewskie Towarzystwo Geograficzne (RGS) przyznało mu w 1999 jedno ze swoich dwóch najwyższych odznaczeń – Gold Patron’s Medal za wkład w postęp alpinizmu i wiedzy na temat regionów górskich („For contributions to mountaineering and the knowledge of mountain regions”), odznaczenie, które cenił najwyżej. Firma Visa przyznała mu w 1996 nagrodę o nazwie Tourism & Community Award. Otrzymał też honorowe tytuły naukowe uniwersytetów w Nottingham, Derby i Edynburgu. Łódzki Explorers Festival wyróżnił go w 2004 jako jednego z 11 „Explorers of the Year”. Wśród nagród za działalność proekologiczną była John Muir Lifetime Achievement Award, przyznana mu w 2006 za całokształt dokonań promujących szacunek do przyrody i terenów naturalnych, w tym parków narodowych. Nagrody literackie zdobyły dwie książki jego autorstwa: The Shishapangma Expedition, wspólnie ze współautorem Alexem MacIntyre, otrzymała w 1984 Boardman Tasker Prize for Mountain Literature, a w 2015 druga część jego autobiografii Up and About otrzymała przyznawaną przez Himalayan Club nagrodę Kekoo Naoroji Prize. W 2011 BMC uhonorowała Douga Scotta za całokształt osiągnięć górskich tytułem Patron of the BMC. W tym samym roku otrzymał też w uznaniu jego wybitnej pozycji w światowym alpinizmie nagrodę Złotego Czekana (Piolet d’Or Lifetime Achievement Award), przyznawaną corocznie przez francuski klub alpinistyczny Groupe de Haute Montagne i pismo alpinistyczne „Montagne Magazine”. W październiku 2020 otrzymał honorowe członkostwo UIAA.

## Rodzina i życie prywatne
Doug Scott i Janice (Jan) Brook (ur. 1944) zawarli małżeństwo w kwietniu 1962 i mieli troje dzieci: Michael (ur. lipiec 1963), Martha (ur. 1973) i Rosie (ur. 1978). Kilkakrotnie razem z córkami przebywała w obozach bazowych w trakcie wypraw męża, np. pod Everestem w 1979 i 1981. Do 2001 Jan pracowała jako nauczycielka w Keswick, zmarła na początku 2001. Doug Scott z rodziną mieszkał w wiejskiej okolicy w Kumbrii, gdzie znajdowała ujście jego pasja do ekologicznej uprawy warzyw, był zresztą wegetarianinem od 1970 do ok. 2008. Małżeństwo z Jan zostało rozwiązane w 1989, a poprzedzający to okres Scott tak opisał w swojej biografii: „…choć doświadczyłem wielu bolesnych porażek, żadna góra nie upokorzyła nie tak bardzo jak rok separacji i rozwodu w 1989”.
Od wczesnej młodości zbliżał się duchowo ku buddyzmowi, inspirację czerpiąc m.in. z pism tybetańskiego mistrza Milarepy oraz mistyka i filozofa Georgija Gurdżijewa. Od lat 90. do ok. 2006 był mocno związany poprzez pracę i działalność charytatywną z klasztorem i ośrodkiem buddyjskim Samye Ling w płd. Szkocji.
Od skalnych wspinaczek w Ghatach Zachodnich w 1986 wspinał się regularnie z indyjską wspinaczką i alpinistką Sharavati (Sharu) Prabhu (ur. 1959), pochodzącą z Mumbaju. Poznali się na konferencji Indian Mountaineering Foundation (IMF) w Dardżylingu w 1985. Doug i Sharu pobrali się w 1993 i mieli dwóch synów: Arran (ur. 1994) i Euan (ur. 1997). Wszyscy synowie Douga interesowali się wspinaczką górską, Michael i Martha towarzyszyli mu na kilku wyprawach himalajskich. Martha w wieku lat ośmiu osiągnęła z ojcem wysokość ok. 6 tys. m na płd.-wsch. grani Makalu. Michael wspinał się z ojcem w Himalajach od 1984. Małżonkowie Doug i Sharu rozwiedli się w 2003. W 2007 Doug ożenił się z poznaną w 2005 Patricią Lang (Trish), która też opiekowała się nim przez cały okres zdiagnozowanej w marcu 2020 choroby nowotworowej (nieoperowalny chłoniak mózgu) aż do śmierci. Doug Scott zmarł 7 grudnia 2020 nad ranem w swoim domu w Lake District (w hrabstwie Kumbria).

## Publikacje książkowe

### Jako autor i współautor
Mountaineering in Spain and Marocco: Expedition Report. Nottingham: [nakładem własnym], 1962
Tibesti: Expedition Report. [brak danych wydawniczych, prawdopodobnie w Nottingham: nakładem własnym, 1965]
Climbs on Derwent Valley Limestone. Nottingham: Nottingham Climbers Club, 1965
The Cilo Dağ Mountains, S.E. Turkey: Expedition Report. Nottingham: Nottingham Climbers Club, 1966
D.K. Scott; W. Cheverst: Midlands Hindu Kush Expedition 1967: Expedition Report. Nottinghan: Dividend Token Press, 1968
Big Wall Climbing. London: Kaye & Ward, 1974. ISBN 0-7182-0967-2 (równolegle w USA, kolejne wydania i reprinty w 1978 i 1981)
Doug Scott; Alex MacIntyre: The Shishapangma Expedition. London: Granada, 1984. ISBN 978-0-246-12013-7 (równolegle w USA, reprint w 1994)
Himalayan Climber: A Lifetime’s Quest to the World’s Greater Ranges. London: Diadem Books, 1992. ISBN 0-906371-93-7 (równolegle w USA, reprint w 1997)
Up and About. The Hard Road to Everest. Sheffield: Vertebrate Publishing, 2015. ISBN 978-1-910240-42-7.
The Ogre. Biography of a Mountain and the Dramatic Story of the First Ascent. Sheffield: Vertebrate Graphics, 2017. ISBN 978-1-911342-79-3 (reprint w 2019)
Kanchenjunga. The Himalayan Giant. Sheffield: Vertebrate Graphics, 2021. ISBN 978-1-912560-19-6.
Ponadto artykuły w pismach klubowych i wydawnictwach górskich, np. w brytyjskich „Alpine Journal” (po raz pierwszy w 1967), „Mountain Craft” (w tym piśmie ukazał się w 1963 jego pierwszy artykuł opublikowany w piśmie komercyjnym), „Mountain”, “high” oraz w „Himalayan Journal” i wiele in.

### Jako autor rozdziałów, wstępów itp. m.in. w
Chris Bonington: Everest the Hard Way. London: Hodder and Stoughton, 1976
Geoff Birtles (red.): Alan Rouse: A Mountaineer’s Life. London: Unwin Hyman, 1987
Thomas F. Hornbein: Everest. The West ridge. Seattle: The Mountaineers, 1989
Rob Wood: Towards the Unknown Mountains. Croydon: Ptarmigan Press, 1991
Chris Bonington: Great Climbs. A Celebration of World Mountaineering. London: Mitchell Beazley, 1994
Greg Child: Thin Air: Encounters in the Himalayas. Yeovil: Patrick Stephens, 1998
Steve Bell [ed.]: Seven Summits. New Yoedk: Octopus Publishing, 2000
Dougal Haston: In High Places. Edinburgh: Canongate, 2003
Andrew Cleave; Doug K. Scott [redakcja i wstęp]: Philip’s Guide to Mountains. London: Philip’s, 2005
Huw Lewis-Jones: Mountain Heroes. Portraits of Adventure. London: Conway, 2011
Tony Smythe: My Father Frank: Unresting Spirit of Everest. Sheffield: Vertebrate, 2013
Phillip Parker: Himalaya: The Exploration and Conquest of the Greatest Mountains on Earth. London: Conway, 2013
E.F. Norton: The Fight for Everest 1924. Sheffield: Vertebrate, 2015 (nowe wydanie)

## Wybór tekstów przedstawiających stanowisko Douga Scotta w wybranych kwestiach
Doug Scott: Valedictory Address – tekst podsumowujący dwuletni okres jego prezesury w Alpine Club, poświęconej głównie kwestiom obowiązków wspinaczy wobec ochrony środowiska
Doug Scott. Tribute – nekrolog ogłoszony przez Community Action Nepal, omawiający m.in. jego zaangażowanie w akcje na rzecz polepszenia sytuacji rodzimych mieszkańców gór
Stephan Venables: Doug Scott Obituary – 1941-2020 – wspomnienie pióra jednego z czołowych brytyjskich himalaistów, poświęcone głównie wspinaczkowej i górskiej działalności Douga Scotta
Martin Wragg: Doug Scott – Mountaineering Legend – The Boardman Tasker Prize for Mountain Literature pożegnalny tekst, którego autor, prezes Boardman Tasker Charitable Trust, rysuje bardziej osobistą sylwetkę Douga Scotta
Doug Scott: Ego Trips – artkuł (pierwotnie w szerszej formie w „Alpine Journal” rocznik 2010/2011 pt. Awards and Recognition in Climbing) przedstawiający doświadczenia Douga Scotta i jego opinie na temat współzawodnictwa i przyznawania nagród w alpinizmie
Doug Scott: No Morality-free Zone in Climbing – artykuł w “Alpine Journal”, rocznik 2006, na temat moralnej odpowiedzialności i standardów etycznych, pożądanych i istniejących, w społeczności alpinistycznej